# Perbete
Perbete (szlovákul Pribeta) község Szlovákiában, a Nyitrai kerületben, a Komáromi járásban.

## Fekvése

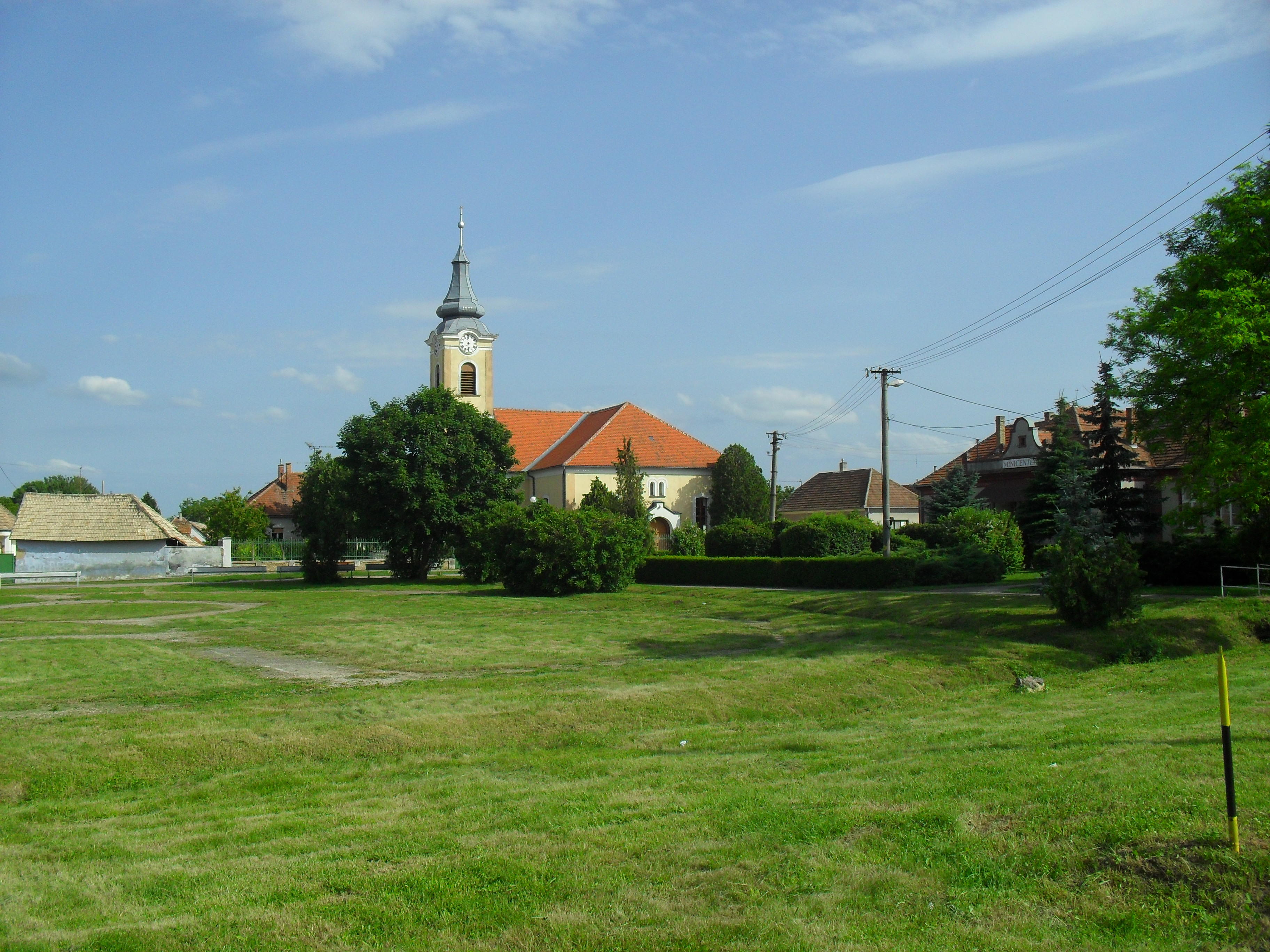
A református templom előtti tér

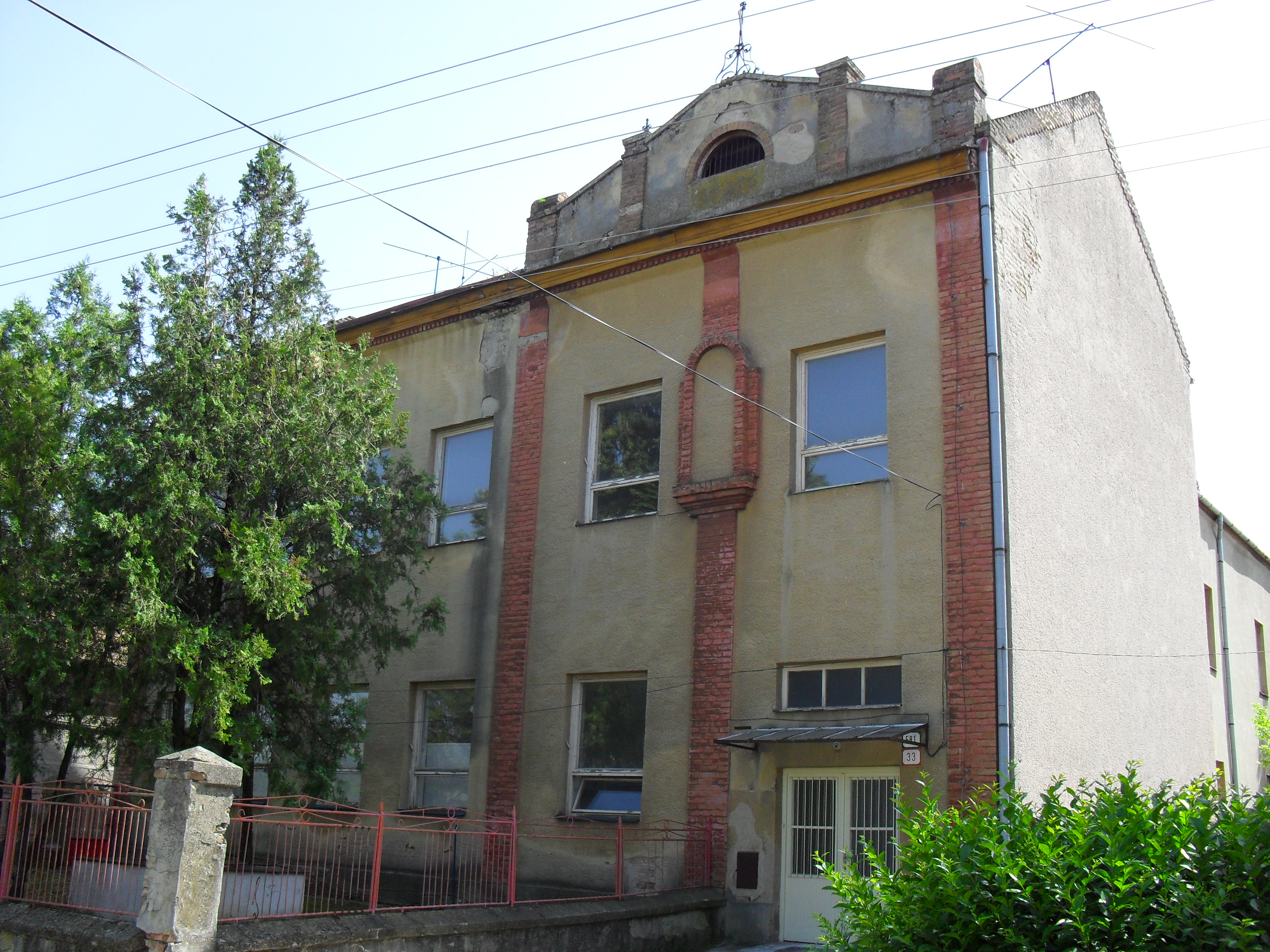
A régi katolikus iskola épülete

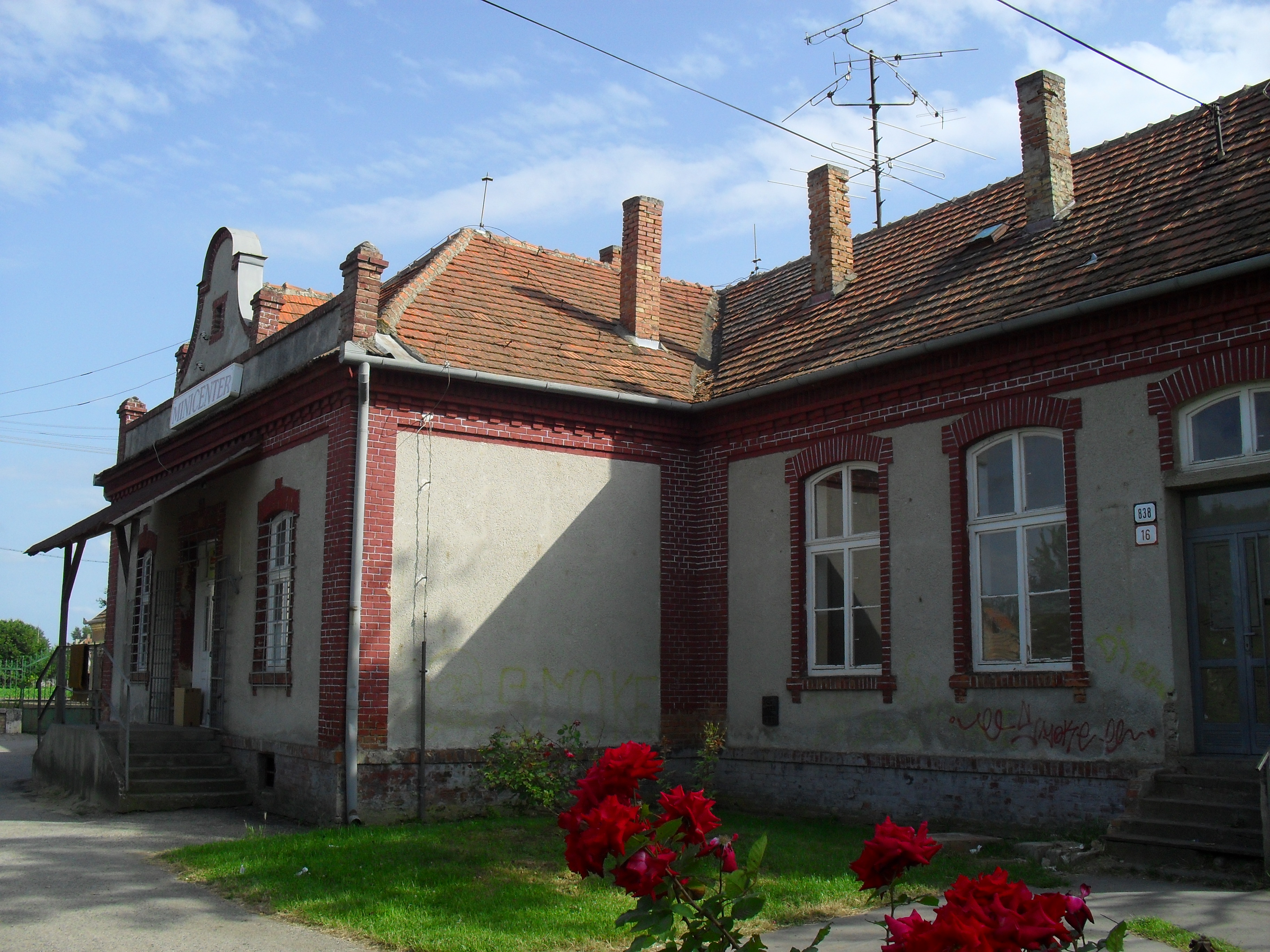
A régi református iskola épülete

Komáromtól 24 km-re északkeletre fekszik, dombos vidéken. Perbeténél keresztezi egymást az 589-es (Komáromot Koltával összekötő), valamint az 509-es (Bajcs-Párkány közötti) főút. A falutól 3 km-re északra, a Csúzhoz tartozó Szentmiklóspusztánál (Dvor Mikuláš) vasútállomás az Érsekújvár-Párkány közötti vonalon.
A község területén fekszik két egykori (ma már lakatlan) puszta is: Mihályvárpuszta (Michalovo) és a falutól délkeletre fekvő Perbetepuszta.
A község 42,80 km²-es területű határa 127-222 méter tengerszint feletti magasságban fekszik. A község területe nem változott 1921 óta. A határ északi része a Dunamenti-síkság (Kisalföld) széles teraszos része, melyet hordalékos és futóhomokos talaj borít és a Perbetei-patak (Pribetský potok) szel ketté. Perbetét délkeletről a Bátorkeszi-hát (Chrbát) dombvidéke határolja, itt található a Perbetei-erdő. Az Újgyalla felé eső dombtetőn találhatóak a perbetei szőlők, melyeknek létezéséről az első írásos említés 1720-ból származik.
Közigazgatásilag határos Madar és Bátorkeszi (délkeletről), Újgyalla és Szentpéter (délnyugatról), Bajcs (nyugatról), Udvard és Csúz (északról) valamint Fűr és Kürt községekkel.

## Élővilága

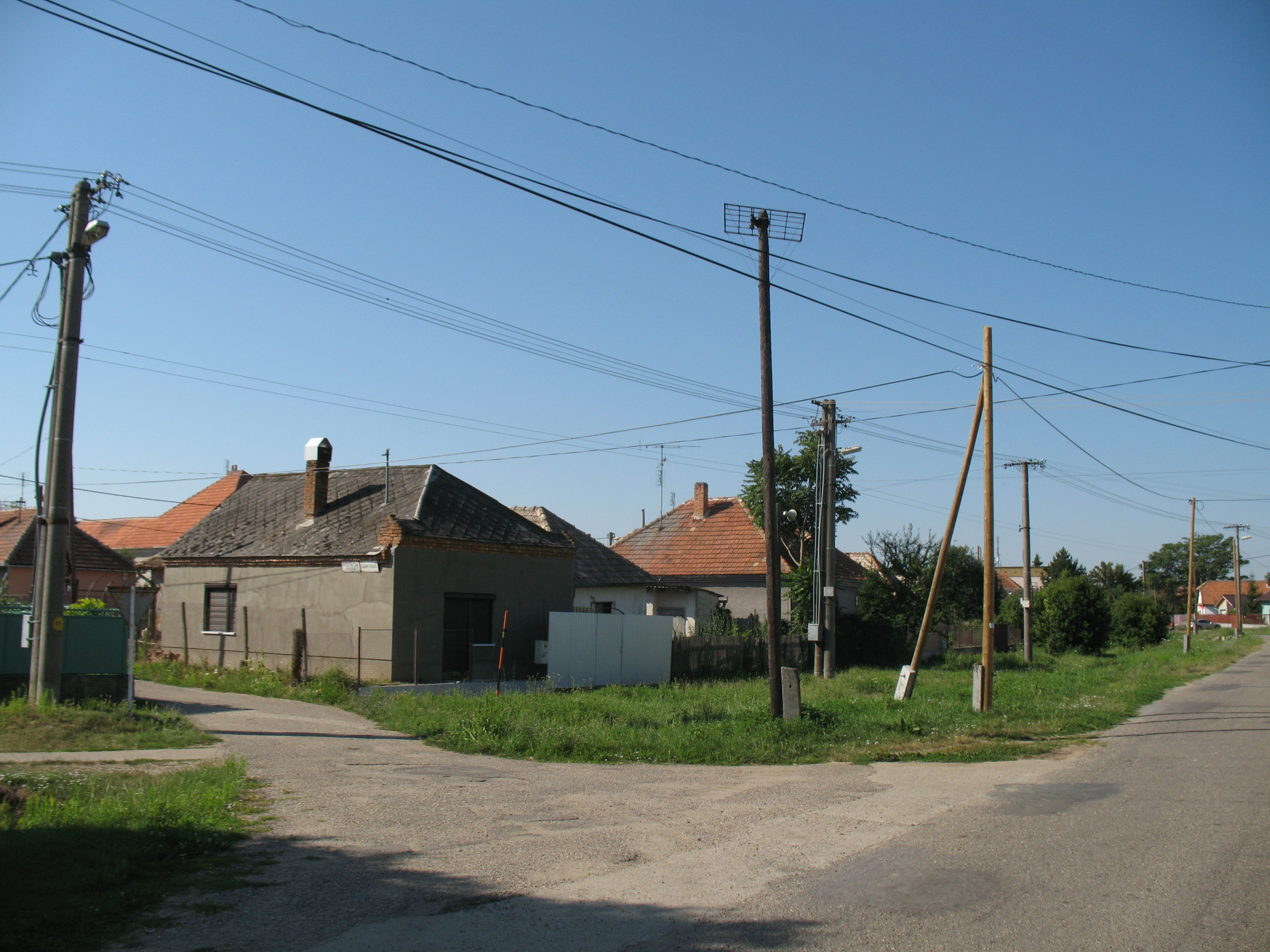
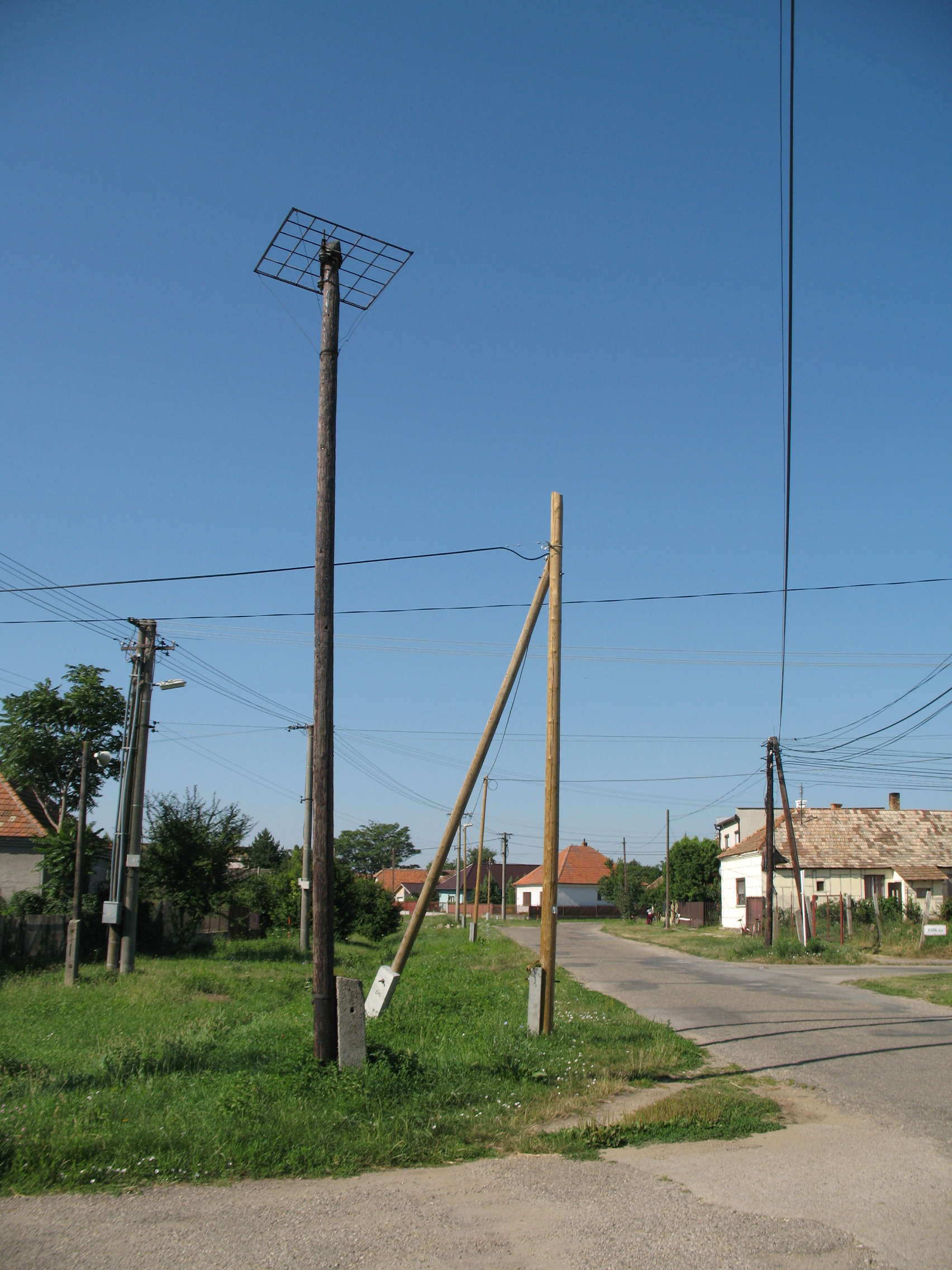
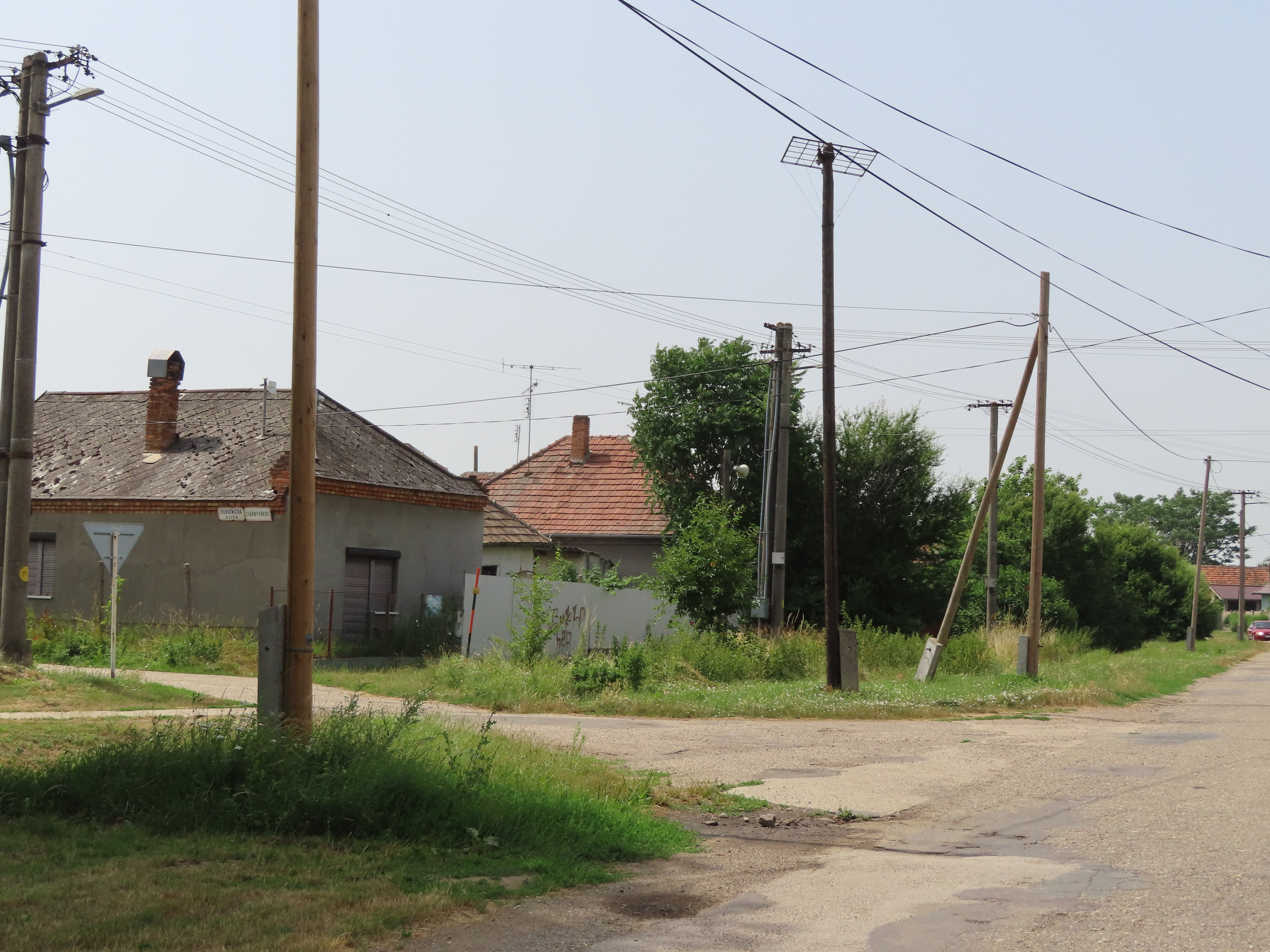
2021

Perbetén nem tartanak nyilván gólyafészket. Csupán egy faoszlopon lévő alátét található a faluban, ezen azonban régóta nem volt költés.

## Története
A régészeti leletek tanúsága szerint területe már az újkőkorszakban lakott volt. A mai község területén a zselízi csoport, valamint a lengyeli kultúra települése állt. A római korban barbár település volt a helyén. Határában az 1943-ban végzett ásatások során honfoglalás kori magyar sírokat tártak fel.
Állítólag már 1297-ben említik a modenai Hyppoliti kódexben. A település első írásos említése "Perbethe" alakban 1312-ből való, amikor az esztergomi érsekség birtokaként Csák Máté hadai feldúlták. 1337-ben a falu nemeseinek tizedét az esztergomi Szent György mártír társaskáptalan prépostjának adományozzák. A 15. században kisebb vára (Mihályvár) is volt, de a török harcok idején ez a faluval együtt elpusztult. 1552-ben 10, 1570-ben 40 háza volt, 1594-ben már puszta. Az esztergomi érsekség birtokán 1597-ben végeztek kárfelmérést.
1615-ben elhagyott falu. 1629-ben Perbete újra lakott hely, lakossága ekkor már református vallású. 1664-ben a török adószedők összeírásai 53 portáról tanúskodnak. 1683-ban Érsekújvár visszafoglalásakor Perbete ismét elpusztult és lakatlan is maradt az 1710-es évekig, amikor eredeti helyétől mintegy 3 kilométerre építették újra.
1715-ben 36 háztartása volt, 1720-ban szőlőskertje. 1731-ben 170 katolikus, 400 református, 80 evangélikus lakosa volt a községnek, 1754-re viszont a katolikusok kerültek többségbe (780 katolikus, 367 református, 54 evangélikus). A 18. században már postaállomás is volt a faluban. 1763. június 28-án a földrengés súlyos károkat okozott Perbetén is, lerombolta a templomot is, melyet 3 évvel később építettek újjá. 
1718-ban az ellenreformáció során elűzték Perbetéről a lelkészt és az iskolamestert és a helyi reformátusok 1781-ig nem gyakorolhatták szabadon vallásukat (Madarra jártak templomba). 1781-ben Bese István udvarában építettek imaházat, majd 1784-86 között felépült a "türelmi" református templom, torony nélkül, de haranglábbal. 1784-ben 204 házában 1897 lakos élt. 1828-ban 309 háza és 2291 lakosa volt, lakói mezőgazdasággal, állattartással és állatkereskedéssel foglalkoztak.
Vályi András szerint „PERBETE. Magyar falu Komárom Vármegyében, földes Ura az Esztergomi Érsek, lakosai katolikusok, és reformátusok, fekszik az ország-útban, Komáromhoz két mértföldnyire, határbéli földgye jó termékenységű, legelője elég van, réttye néhol tsekély, szőleji jó borokat teremnek, első osztálybéli.”
Fényes Elek szerint „Perbete, magyar falu, Komárom vmegyében, az Esztergomtól Érsekujvárra menő országutban; Esztergomhoz 3 1/2 mfdnyire, 1718 kath., 817 ref., 15 zsidó lak., kath. és ref. anyatemplomokkal, postahivatallal. Ennek határa, melly csak délről dombos, mint a többi érseki helységé szabályzatlan, s van 56 régi telke; a szántóföldek és rétek itt első osztálybeliek (hires a perbetei búza). F. u. az eszt. érsek.”
Az 1848–49-es forradalom és szabadságharc idején a faluból negyvenen álltak be honvédnak. 1849 áprilisában (köbölkúti csata) rövid ideig katonaság táborozott Perbetén. Kálazdy Mór katonai kórházat létesített itt Komárom ostroma idején. 1851-ben adták át a Budapest–Érsekújvár–Pozsony–Marchegg-vasútvonal Párkány és Pozsony közötti szakaszát, melynek egyik állomása Perbete lett.
1867-1886 között itt működött az Udvardi járás járásbírósága, melyet ezután Ógyallára helyeztek át. 1880-ban a filoxéra elpusztította a perbetei szőlőket. Perbete a 19. században lótenyésztéséről és gabonatermesztéséről is híres volt. 1897-ben eklektikus stílusú zsinagóga épült a községben, melyet 1945-ben bombatalálat ért és később lebontották. Gazdaszövetkezetét 1906-ban alapították. A század első évtizedében iparoskör, fogyasztási-, hitel- és tejszövetkezet (1902-1914), valamint gyógyszertár (1904-től) működött a faluban. 1906-ban új katolikus elemi iskola, 1914-ben új óvoda épült, 1909-ben létesült a községi könyvtár, 1911-ben pedig a telefonállomás.
Az első világháborúban 115 perbetei vesztette életét. 1919 májusában és júniusában környékén harcok folytak a magyar Vöröshadsereg és a csehszlovák légiósok között. A trianoni békeszerződésig Komárom vármegye Udvardi járásához tartozott, ezután az új csehszlovák állam része lett. A háború után szlovák telepesek érkeztek a községbe (az akkor még létező uradalmi birtokokra), akik 1938-ban elmenekültek innét. 1921-ben megalakult az önkéntes tűzoltóegyesület, 1923-ban református iskola épült. 1929-ben kezdődött a község villamosítása. 1938 és 1945 között Magyarországhoz tartozott. A második világháborúban 217 perbetei vesztette életét, köztük 1944-ben koncentrációs táborba hurcolt zsidó lakosok (22 család, 106 személy). A szovjet csapatok 1945. március 29-én vonultak be Perbetére. 
1947-ben magyar lakosságának mintegy egynegyedét (226 családot, 834 lakost) Magyarországra (főként Tolna vármegyébe) telepítették, helyükre 150 magyarországi szlovák család települt be Békés vármegyéből. 130 családot hurcoltak csehországi kényszermunkára.
A mezőgazdasági szövetkezet (JRD) 1949-ben alakult meg Perbetén, ekkor indult újra az 1945 után megszüntetett magyar nyelvű oktatás is. 1959-ben pékség létesült a községben, 1962-ben megépült a kultúrház. A falu életében a legnagyobb fejlődés az 1970-es években következett be, amikor kedvező feltételek nyíltak a lakásépítésre, közutak és intézmények épültek (1976-ban egészségügyi központ, 1978-ban szolgáltatások háza, 1979-ben az új községháza).
Perbetén 2002 óta minden évben megrendezik a helyi borversenyt.

## Népessége
| Év:            | 1994. | 2004.   | 2014.   | 2024.   |
| -------------- | ----- | ------- | ------- | ------- |
| Emberek száma: | 3197  | 3060    | 2901    | 2635    |
| Eltérés:       |       | -4,28 % | -5,19 % | -9,16 % |

| Év:            | 2023. | 2024.   |
| -------------- | ----- | ------- |
| Emberek száma: | 2665  | 2635    |
| Eltérés:       |       | -1,12 % |

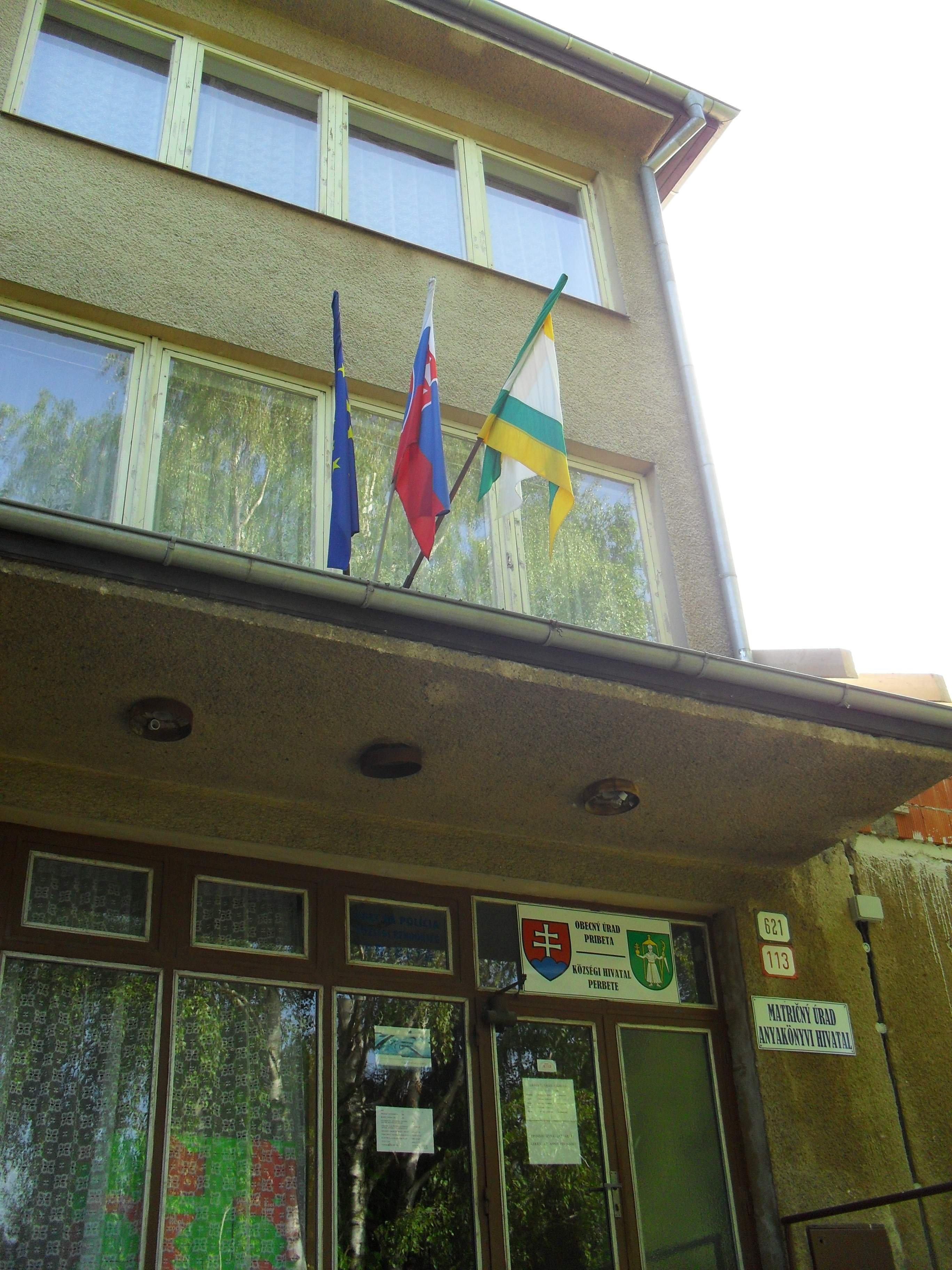
Községi hivatal

1880-ban 3072 lakosából 2910 magyar és 8 szlovák anyanyelvű volt.
1890-ben 3392 lakosából 3369 magyar és 6 szlovák anyanyelvű volt.
1900-ban 3534 lakosából 3511 magyar és 13 szlovák anyanyelvű volt.
1910-ben 3438 lakosából 3421 magyar, 9 német, 5 szlovák és 3 egyéb anyanyelvű volt. Ebből 2211 római katolikus, 1110 református és 117 izraelita vallású volt.
1921-ben 3653 lakosából 3378 magyar (92,5%), 152 pedig csehszlovák (4,2%) nemzetiségű volt.
1930-ban 3850 lakosából 3618 magyar, 147 csehszlovák, 74 zsidó, 2 német és 9 állampolgárság nélküli volt. Ebből 2401 római katolikus, 1194 református, 103 izraelita, 8 evangélikus és 144 egyéb vallású volt.
1941-ben 3925 lakosából 3018 magyar, 184 szlovák és 3 német volt.[forrás?] Ebből 3912 magyar, 11 szlovák és 2 német anyanyelvű.
1970-ben 3927 lakosából 3099 magyar és 820 szlovák volt.
1980-ban 3731 lakosából 2894 magyar és 821 szlovák volt.
1991-ben 3311 lakosából 2587 magyar és 679 szlovák volt. 
2001-ben 3137 lakosából 2403 magyar (76,6%) és 713 szlovák (22,7%) nemzetiségű. Ugyanekkor a lakosság 64,3%-a (2017 fő) volt római katolikus, 22,1% (693 fő) református, 7,7% (240 fő) evangélikus vallású.
2011-ben 2974 lakosa volt, ebből 2192 magyar és 750 szlovák.
2021-ben 2745 lakosából 1856 (+82) magyar, 736 (+62) szlovák, 17 (+19) cigány, 10 (+1) egyéb és 126 ismeretlen nemzetiségű volt.
| Év   | Lakosság |
| ---- | -------- |
| 1910 | 3438     |
| 1921 | 3653     |
| 1980 | 3719     |
| 1990 | 3311     |
| 2001 | 3137     |
| 2011 | 2974     |

## Neves személyek
- Nagy László (1934–2014) címzetes prépost, a Tatabánya-Bánhidai Szent Mihály Római Katolikus Plébánia plébánosa, a Magyar Arany Érdemkereszt birtokosa.[11]
- Itt született 1862. július 3-án Haeffner Artúr, a Kassa-Oderbergi vasút, majd a BHÉV igazgatója.
- Itt született 1867-ben Nagy Lajos református tanító, lapszerkesztő.
- Itt született 1908-ban Andrásfi Gyula diplomata, főispán, pártpolitikus.
- Itt született 1908-ban Gárdonyi László magyar színész, érdemes művész.
- Itt született 1922-ben Pándy Lajos Jászai Mari-díjas magyar színész.
- Itt született 1928-ban Benyó Máté pedagógus, kommunista funkcionárius.
- Itt született 1928-ban Böszörményi János tanár, helytörténész.
- Itt született 1936-ban Pálinkás Zsuzsanna pedagógus, karvezető.
- Itt született 1950-ben Borvák József biokémikus, víruskutató, egyetemi oktató.
- Itt hunyt el 1896-ban Vályi Lajos református esperes-lelkész és kerületi főjegyző.
- Itt szolgált Ács Ferenc (1846-1917) plébános, teológiai tanár, költő.
- Itt szolgált Szüllő Rezső (1912–1982) plébános.
- Itt gyűjtött népdalokat Majer István nagyprépost, pedagógus.
- Innét származott Horváth Endre (1896-1954) magyar grafikusművész, bankjegy- és bélyegtervező édesapja.
- Innét származott Lakatos Flóris (1880-1954) cigányprímás, zeneszerző, hegedűművész, Lakatos Sándor édesapja.
- Itt élt Tóth Erzsébet Fanni egyetemi oktató.

## Önkormányzat
A községi önkormányzat élén a polgármester áll, a képviselőtestület 11 tagú. 2006–2010 között Gellérthegyi László, 2010–2018 között Jozef Koša, 2018 óta Zsitva Norbert a polgármester.
Perbetén községi rendőrség működik.
A községi önkormányzat lapja a Perbetei Hírmondó (Pribetský spravodaj).

## Oktatás, kultúra
A községben magyar és szlovák nyelvű alapiskola és óvoda működik.
Az első katolikus iskola a községben 1775-ben épült, majd 1885-ben és 1912-ben is tűzvész pusztította el. Az 1928-as kántorválasztás körül nagy felzúdulás volt a faluban. Az új, a magyar és szlovák iskolának otthont adó objektum 1962-ban épült, a régi iskolaépület jelenleg a katolikus egyház tulajdonában van. A reformátusoknak 1783 óta volt iskolájuk a községben. 1875-1911 között zsidó iskola is működött Perbetén.

## Gazdaság

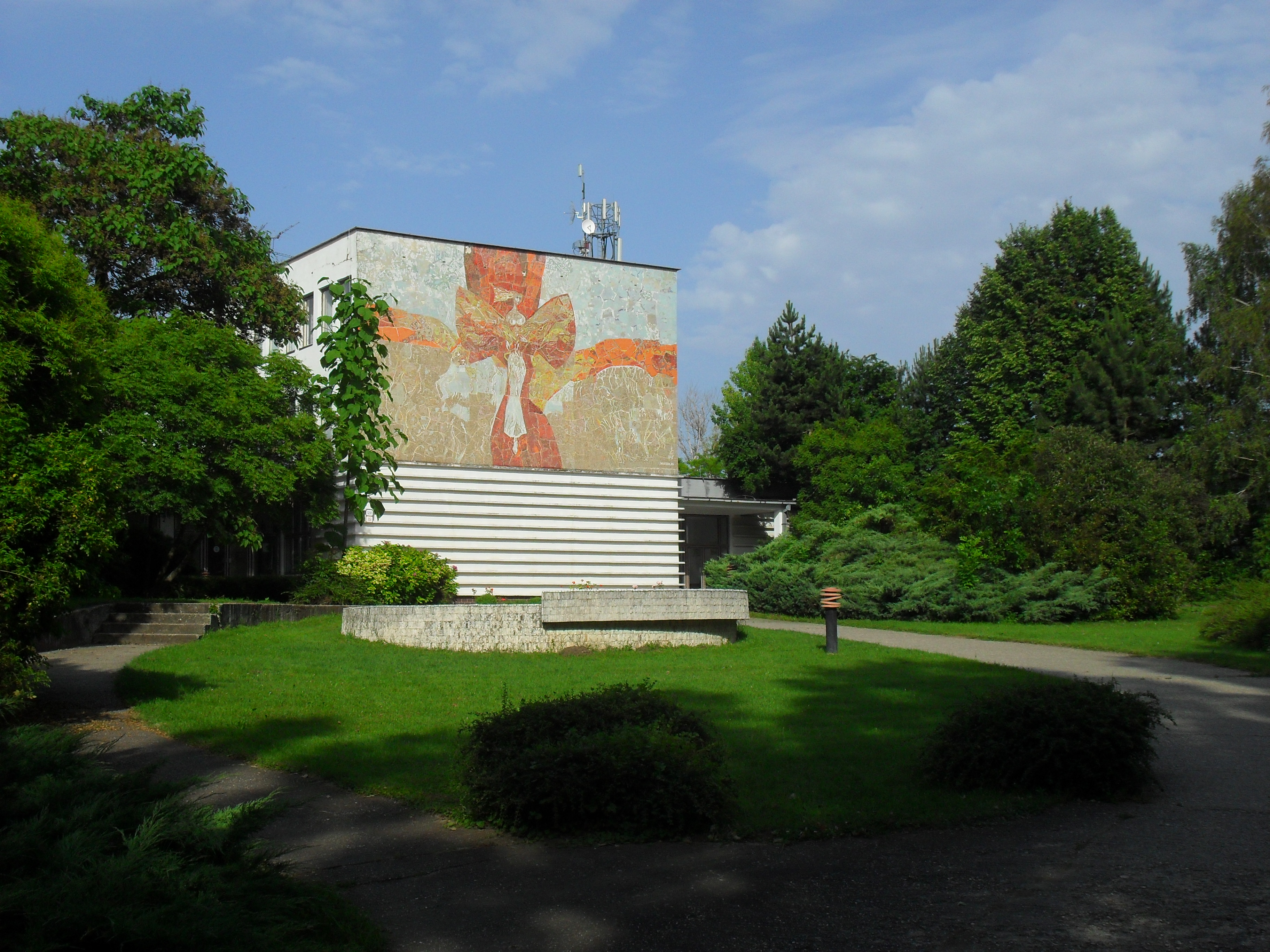
Mezőgazdasági szövetkezet

A hagyományosan mezőgazdasággal (a szőlőtermesztésnek igen kedvező adottságai vannak) foglalkozó település lakóinak többsége Ógyallára, Gútára vagy a magyarországi komáromi ipari park üzemeibe ingázik. 1992 óta bútorokat, faházakat előállító fatelep működik a községben.
A szövetkezet ma is működik, 230 hektáron termelnek kék szőlőfajtákat. Az érsekújvári főút mentén zöldmezős beruházásként rozsdamentes csöveket előállító üzem létesítését tervezik. Az elképzelések szerint a jövőben a falutól keletre szélerőműveket telepítenek majd.

## Nevezetességek
- A falu fő műemléke a barokk stílusban, 1733-ban épült Szentháromság-templom, melyet az 1763-as komáromi földrengés elpusztított, majd 1766-ban klasszicista stílusban építették újjá. Kapuja felett a 18. századból származó magyar címer látható. Az eredetileg a Szűz Mária-kápolnának Ordódy György által ajándékozott, Szűz Máriát ábrázoló festmény ma a templomban található.
- A református templom 1784-1786 között épült torony nélküli imaháznak, tornyát csak 1841-ben emelték. 1840-ben kibővítették. A klasszicista szószék egyidős a templommal, az Úr asztala (a süttői Müller József munkája) és a keresztelőmedence (1937) vörösmárványból készült. A kisharangot 1787-ben öntötték Pesten.
- Evangélikus temploma 1972-ben épült.
- A katolikus plébánia egyemeletes, későbarokk stílusú épülete 1766-ban épült.
- A régi katolikus iskola épülete a katolikus templom mellett található. 1912 után építette Bocha János tervei alapján az érsekújvári Holota Dezső építész, a tűzvészben elpusztult korábbi iskola helyén. 1950-ben átépítették, majd a szlovák iskolának adott otthont 1962-ig, amikor az új iskola megépítésével eredeti funkcióját elveszítette.
- A régi református iskola épülete szecessziós stílusban épült Tuba Károly tervei alapján (Wollner Adolf vezetése alatt) 1923-ban. 1944-ben az épületben katonai kórházat rendeztek be, majd 1951 után itt kapott helyet a magyar tanítási nyelvű alapiskola 1962-ig.
- A régi malmot 1860-ban építtette Czetmayer Antal, 1906-tól gőzmalom, kétszer leégett (1922, 1930), a jelenlegi épület 1937-ben épült.

### Emlékművek, emléktáblák
- A katolikus templom melletti téren áll a millenniumi emlékmű, mely egyben a második világháború áldozatainak is emlékműve (2001). Középen egy diadalkapu található, tetején a magyar koronával, és 12 vörösmészkő tábla veszi körül.
- A katolikus templom udvarában található az első világháború katolikus áldozatainak emlékműve. Az obeliszk formájú emlékmű tetején angyal található, 1931-ben készítette az érsekújvári Feller kőfaragó.
- Az I. világháború református és zsidó áldozatainak emlékművét az 1920-as években az érsekújvári Stern kőfaragó készítette. Az obeliszk tetején eredetileg turulmadár is volt, de később eltávolították.
- A második világháborúban elesettek reformátusok emlékművét 1991-ben avatták fel.
- Az idegenben nyugvó perbeteiek jelképes sírhelye a katolikus temetőben található.
- A honfoglalás 1100. évfordulóján, 1996-ban avatták fel a kultúrközpont udvarán található kopjafát.
- A felszabadulás emlékműve (1975) a kultúrközpont előtt áll.
- A kitelepítettek és meghurcoltak emléktábláját a kultúrközpont falán 1997-ben helyezték el. Ugyanitt található a Csemadok megalakulásának 50. évfordulójára (1999) elhelyezett emléktábla.
- A reformáció emléktáblája a református templomban (1917).

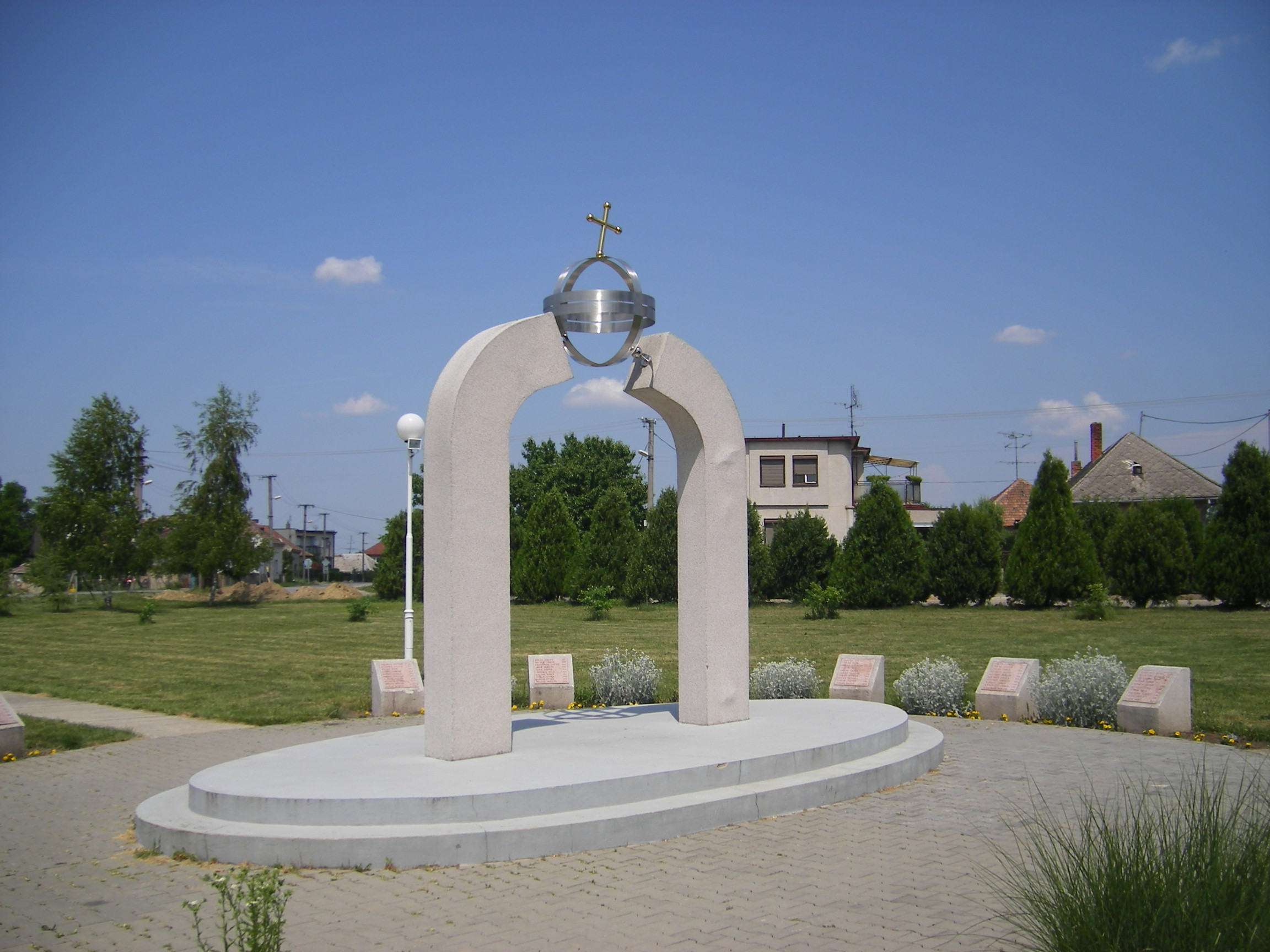
Millenniumi emlékmű és a második világháború áldozatainak emlékműve
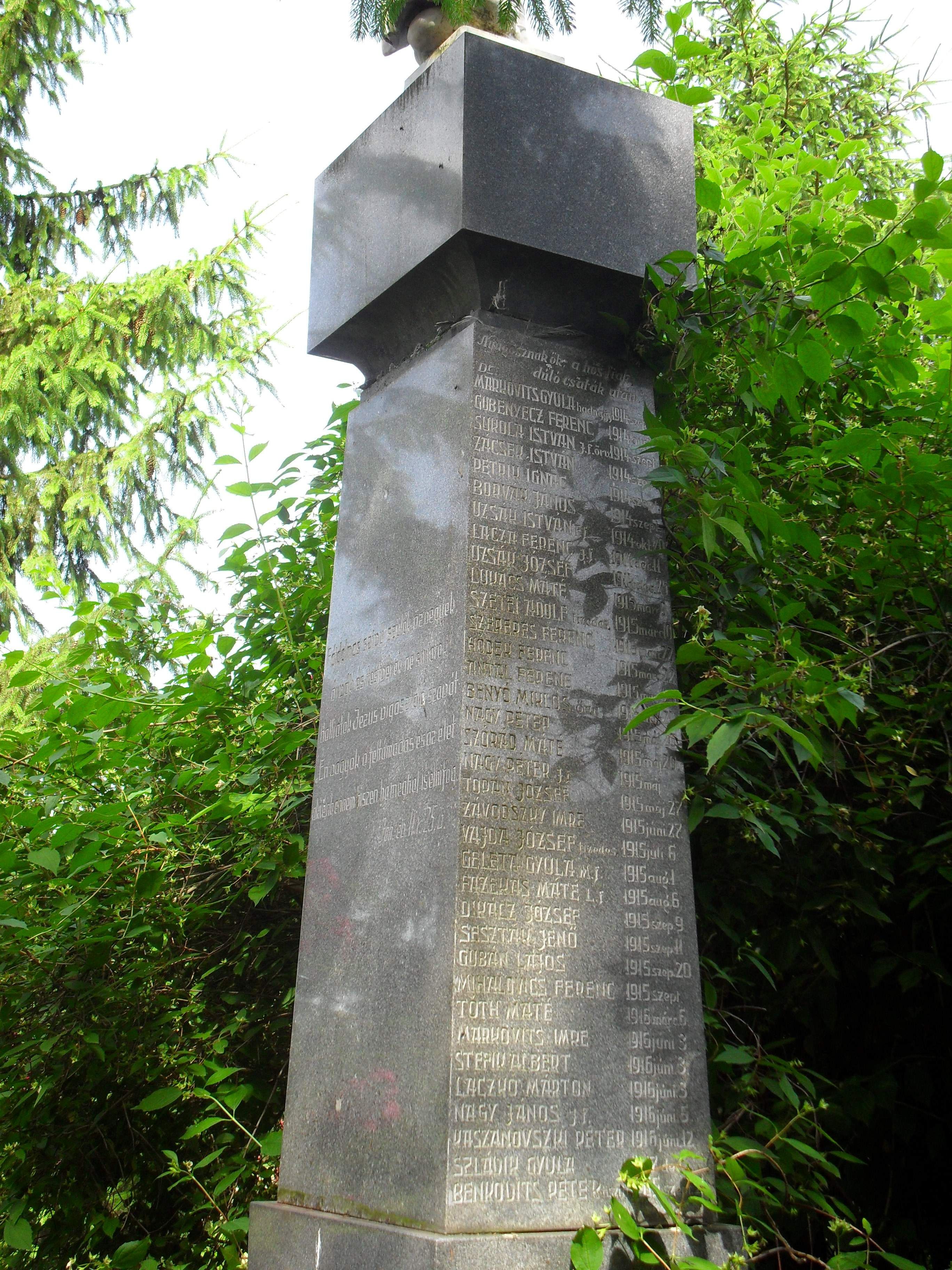
Első világháborús emlékmű (katolikus)
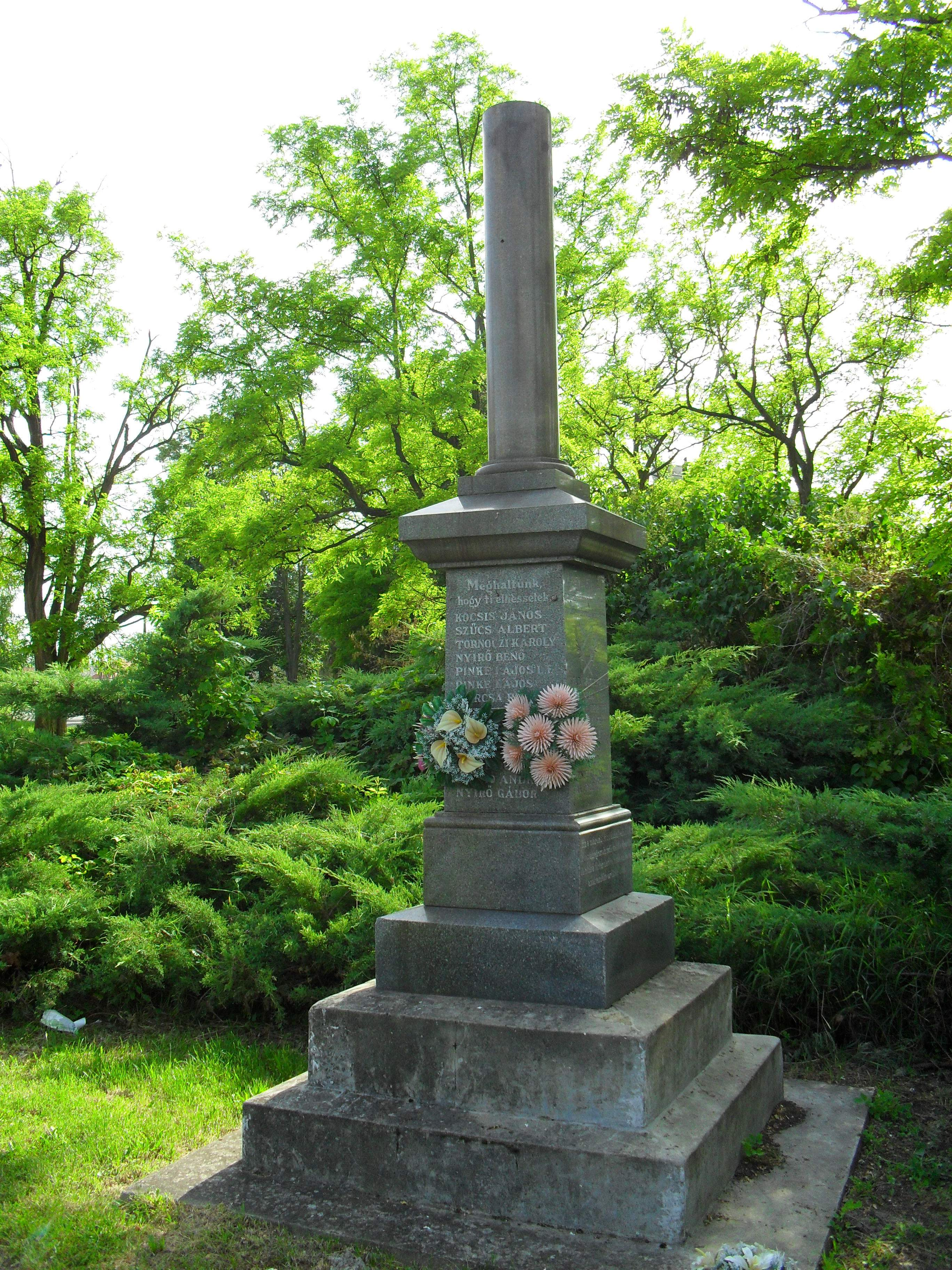
Első világháborús emlékmű (református és zsidó)
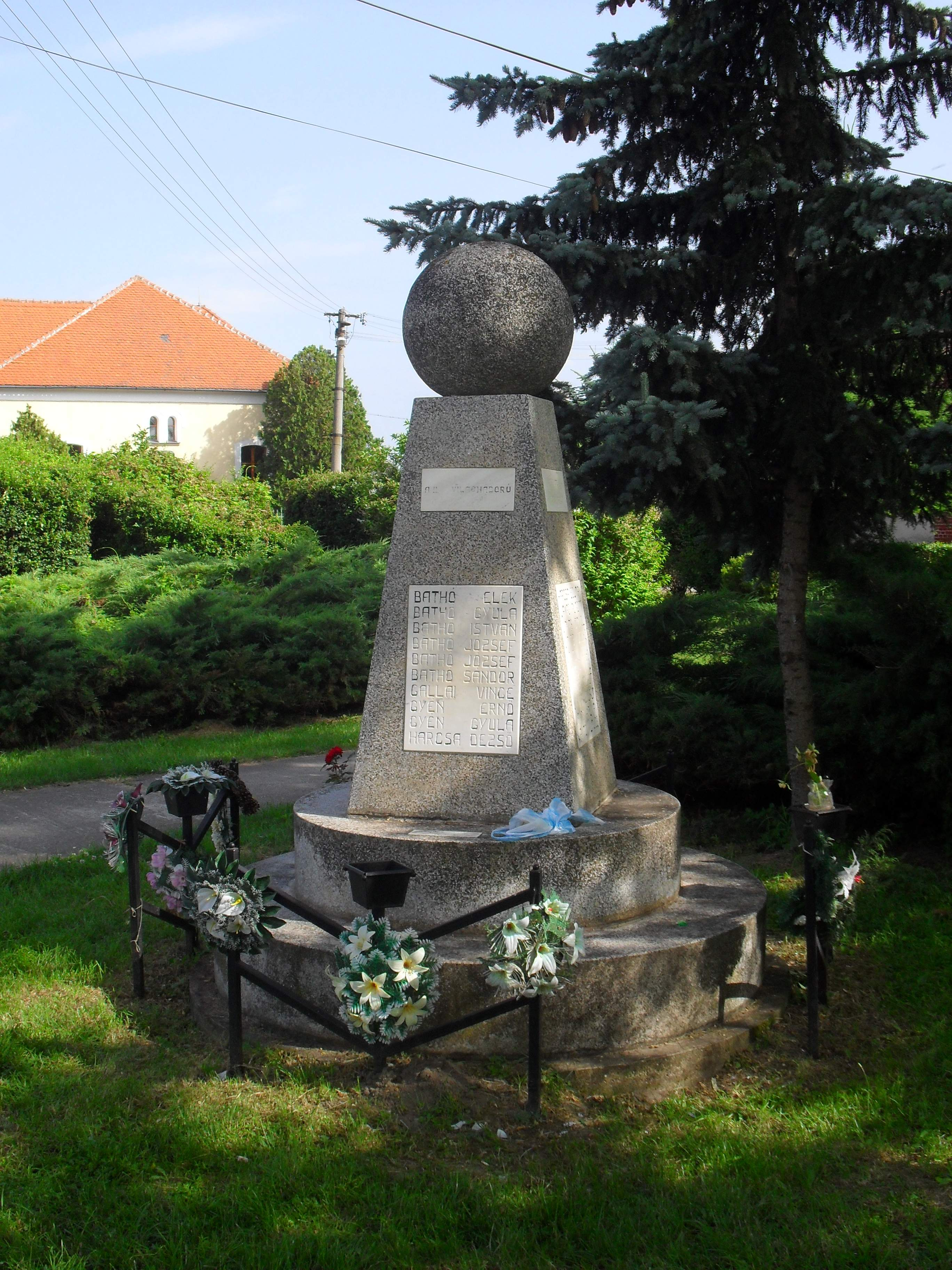
Második világháborús emlékmű (református)
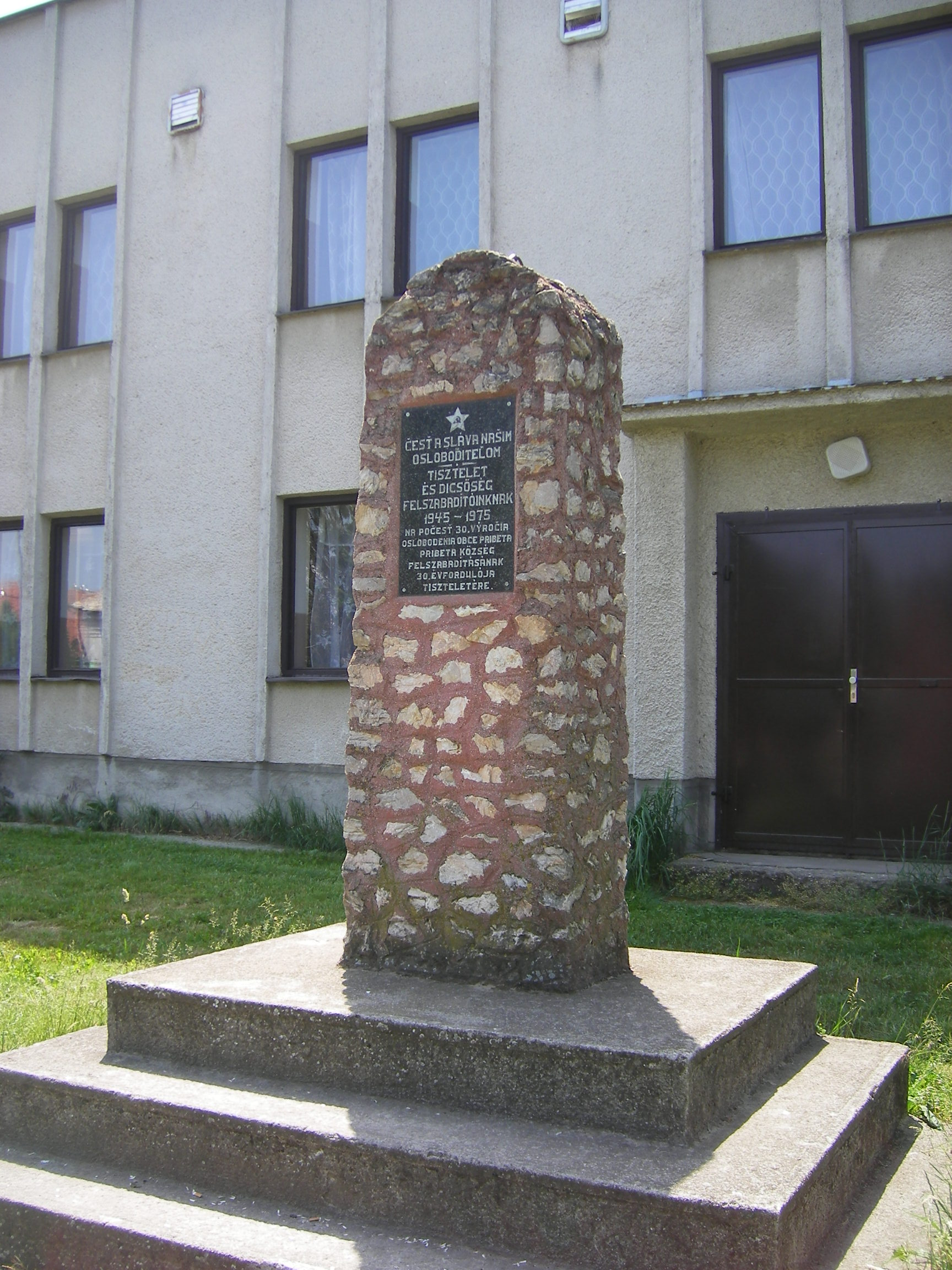
Felszabadulási emlékmű
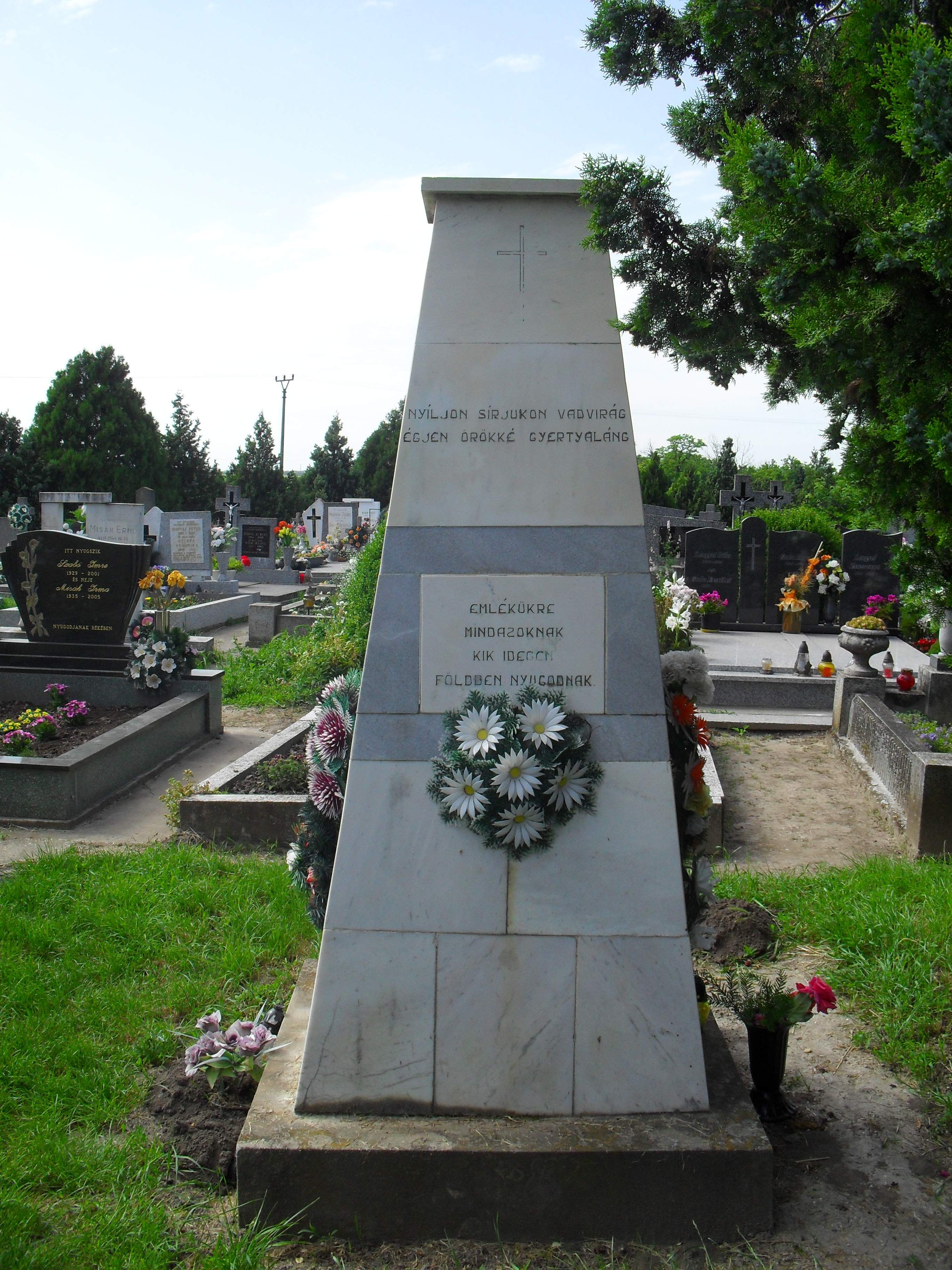
Jelképes sírhely
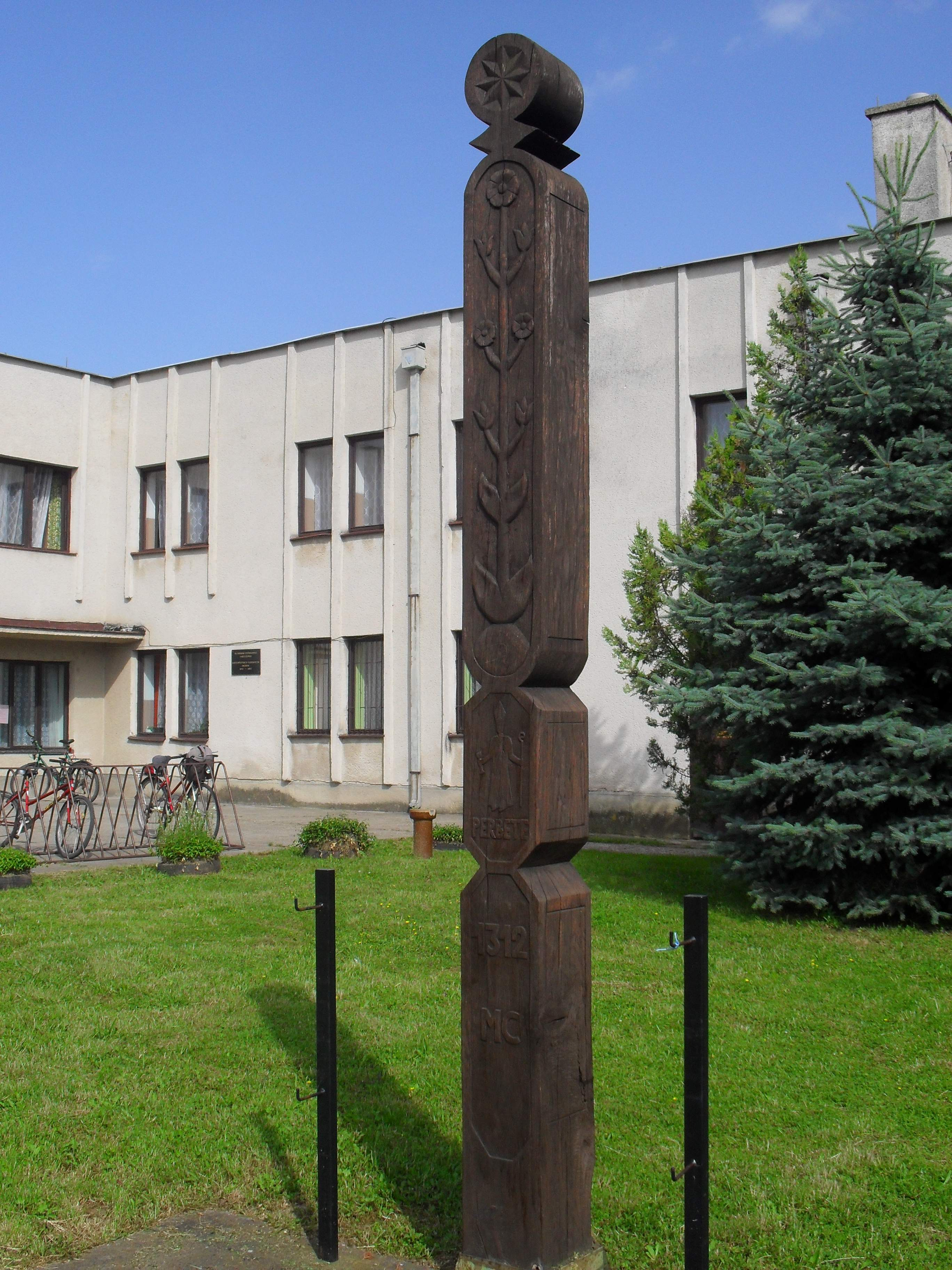
Honfoglalási emlékkopjafa
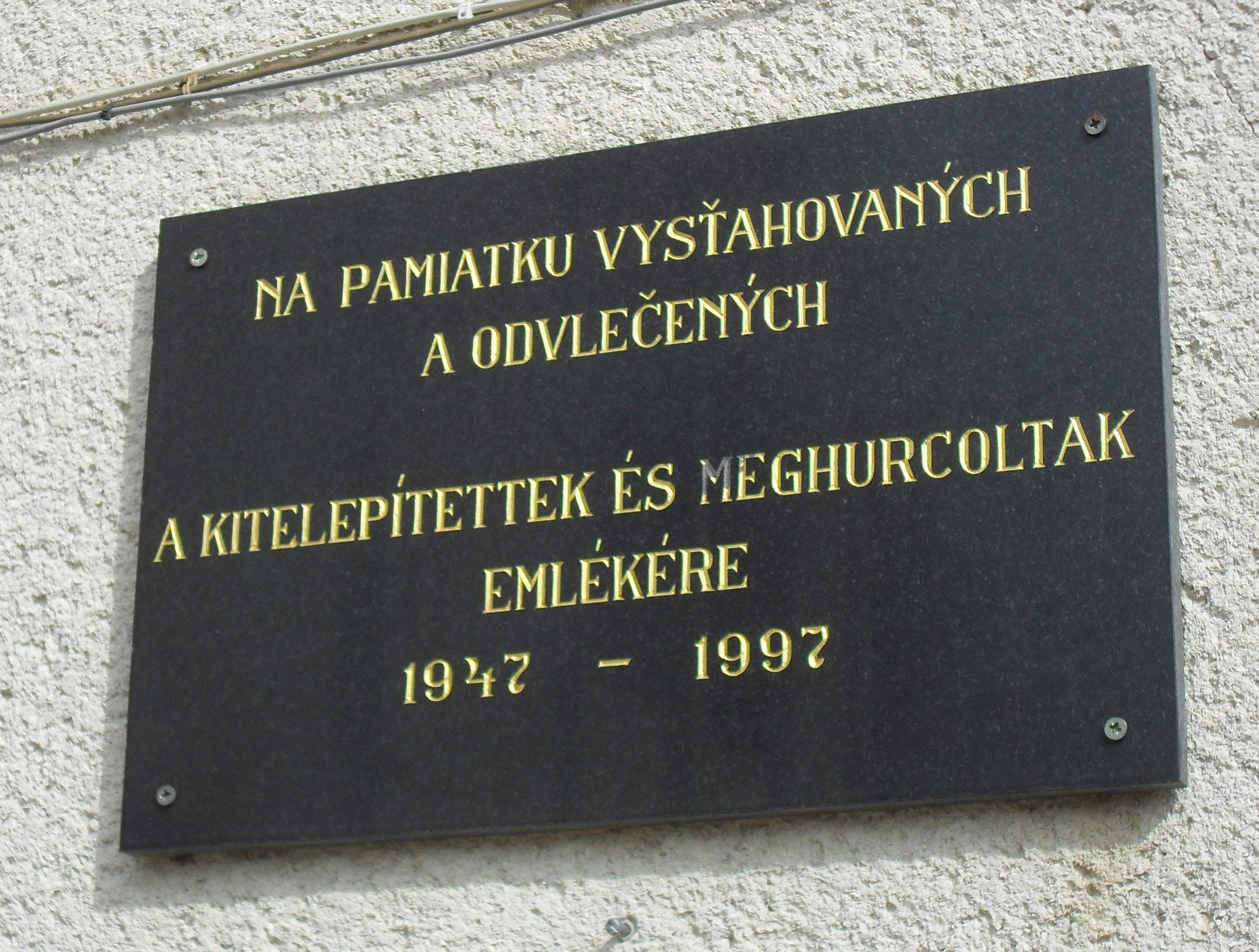
A kitelepítettek emléktáblája
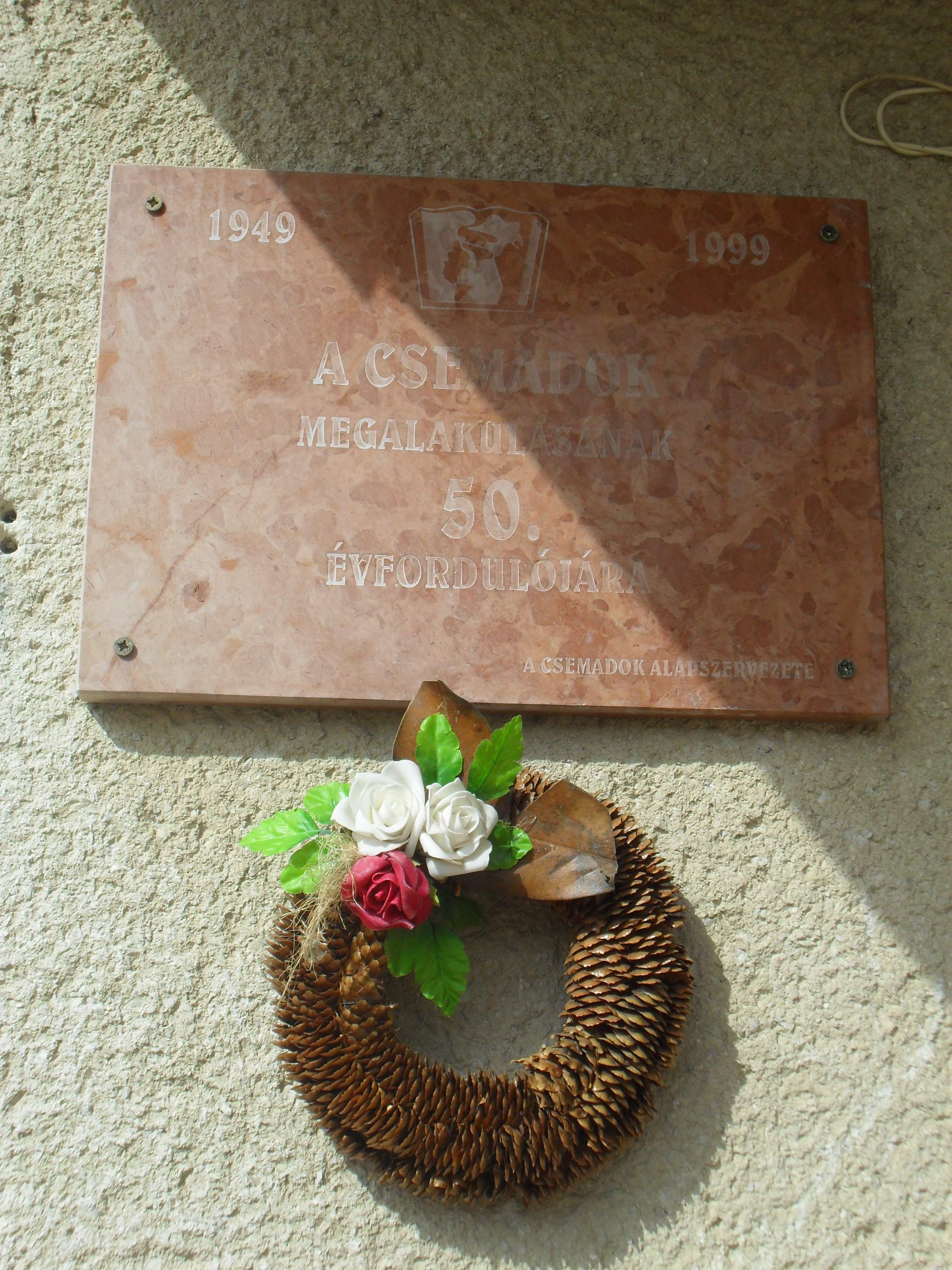
Csemadok-emléktábla

### Szakrális kisemlékek
- A katolikus templom udvarában 1788-ból származó barokk Immaculata-szobor áll. Ugyanitt található a kereszténység felvételének 900. évfordulójára, 1900-ban állott feszület.
- 1752-ben emelt, 1900-ban felújított feszület a református templom előtti téren található. Ugyanekkor emelték a temetői nagykeresztet is.
- A község határában található, a nyilvánosságtól elzárt kálvária barokk-klasszicista Szűz Mária-kápolnája 1762-ben épült egy régi remetelak helyén. A 17. századtól éltek remeték a perbetei erdőben és az utolsó remete, Sebők Pál halála után építették a kápolnát. Az 1763-as földrengés megkímélte a kápolnát, amit csodának tartottak, ekkor ajándékozta Ordódy György a Szűz Máriát ábrázoló oltárképet a kápolnának. A kápolnát 1909-ben átépítették. A kálvária 14 mezei oltárát 1925-ben állította özvegy Ladányi Albertné, a nagykeresztet 1902-ben állították. A búcsút szeptember 12-én, Szűz Mária névnapján tartják.
- Az újgyallai út mellett található vörösmészkő keresztet Szetey János állította 1815-ben.
- Az egykor Bajcsra vezető országút (ma elhanyagolt földút) mellett található vörösmészkő keresztet a katolikus olvasótársulat állította 1882-ben.
- A kálvária közelében, az Újgyallára vezető út mentén található fakereszt.
- A falu északi szélén, a Koltára vezető út mentén található fakereszt eredetijét 1752-ben állították.
- Szoborfülkés kőkereszt a falu főutcáján, 1935-ben Sukola István állította.
- A katolikus templom közelében áll az EU-csatlakozás emlékére 2005-ben állított fa emlékkereszt.
- A Bátorkeszire vezető földút mellett 1900-ban Oláh Miklós állított kőkeresztet, mely később elpusztult.

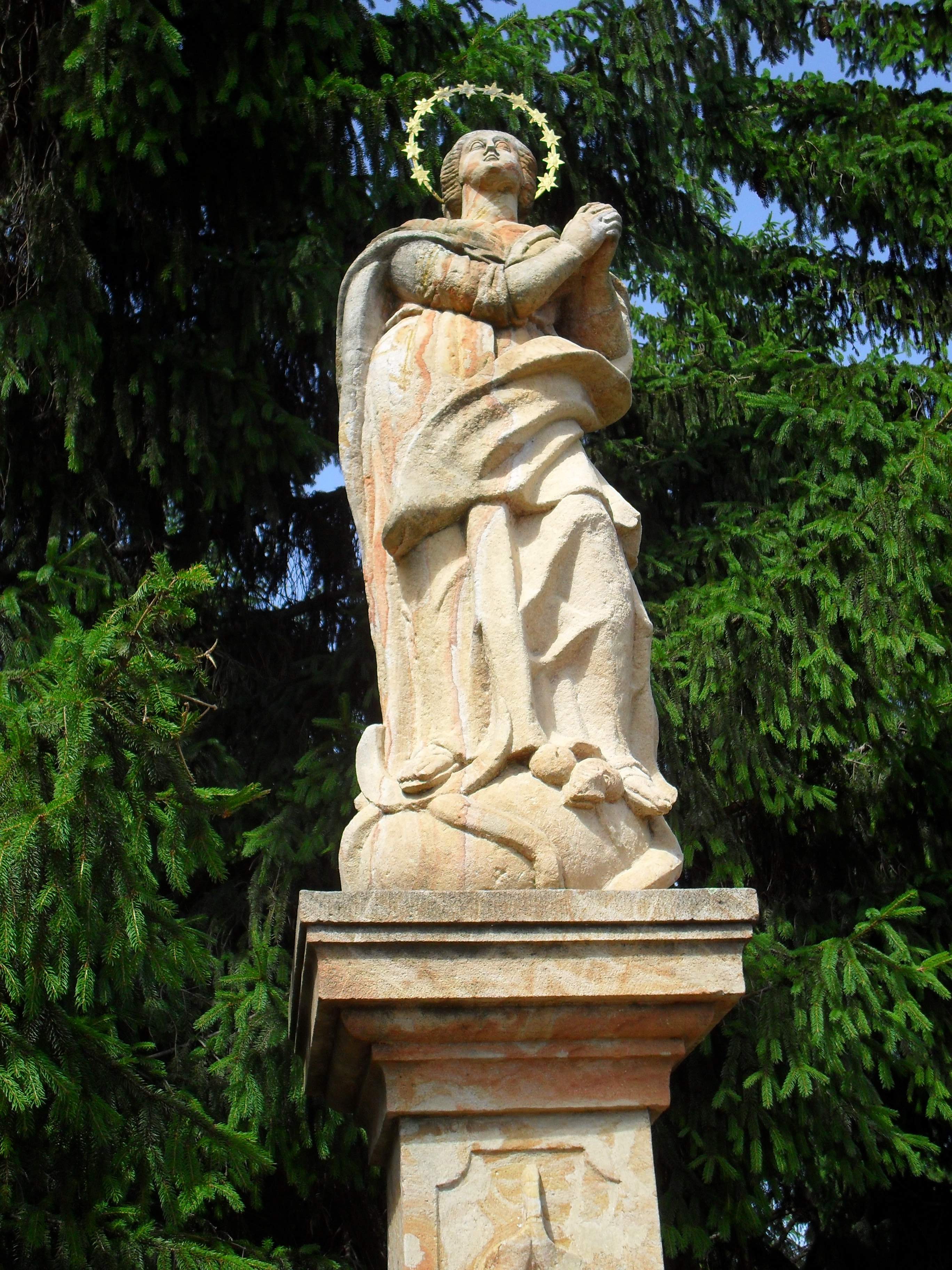
Az Immaculata-szobor
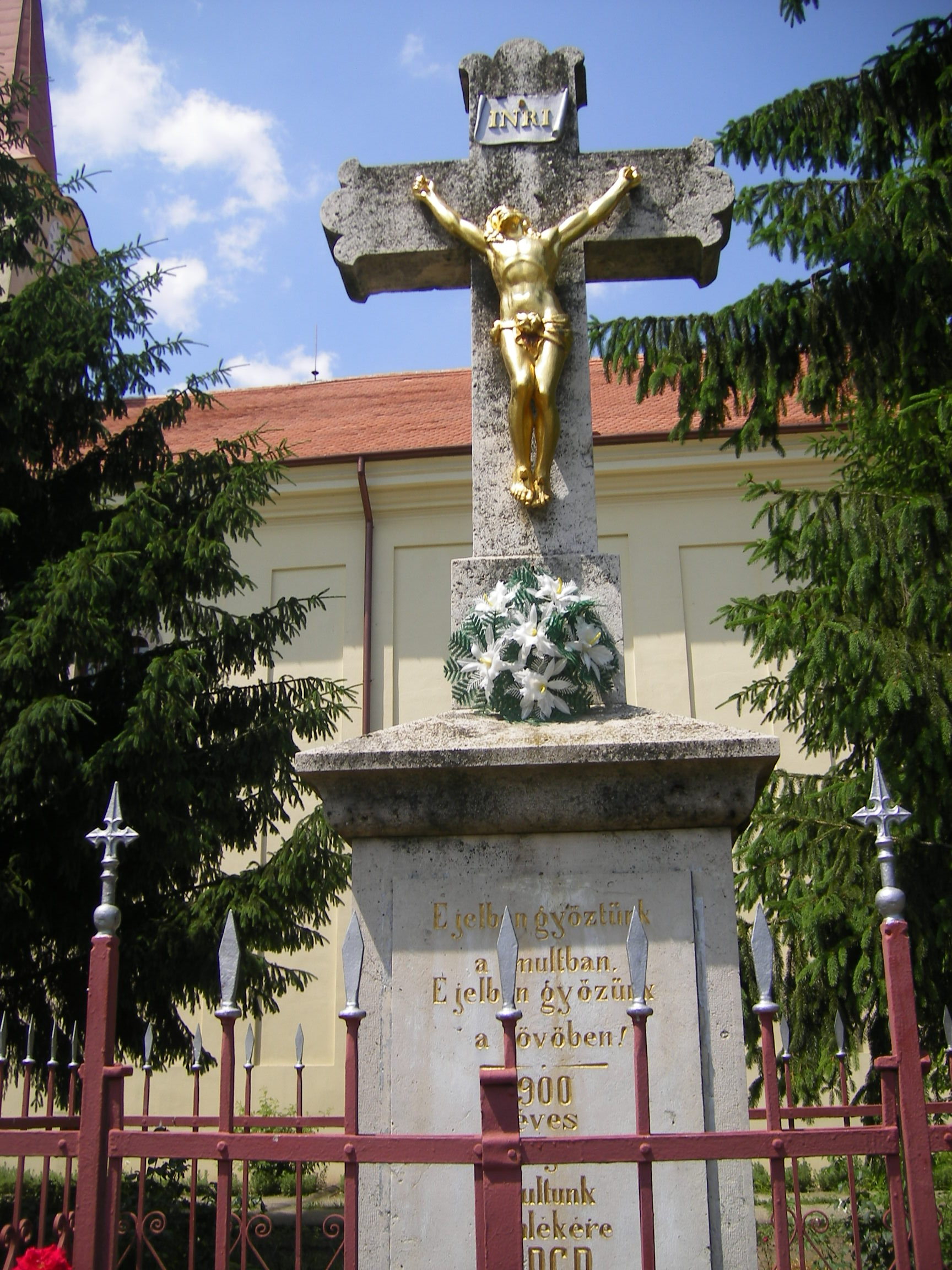
A katolikus templom udvarában álló feszület
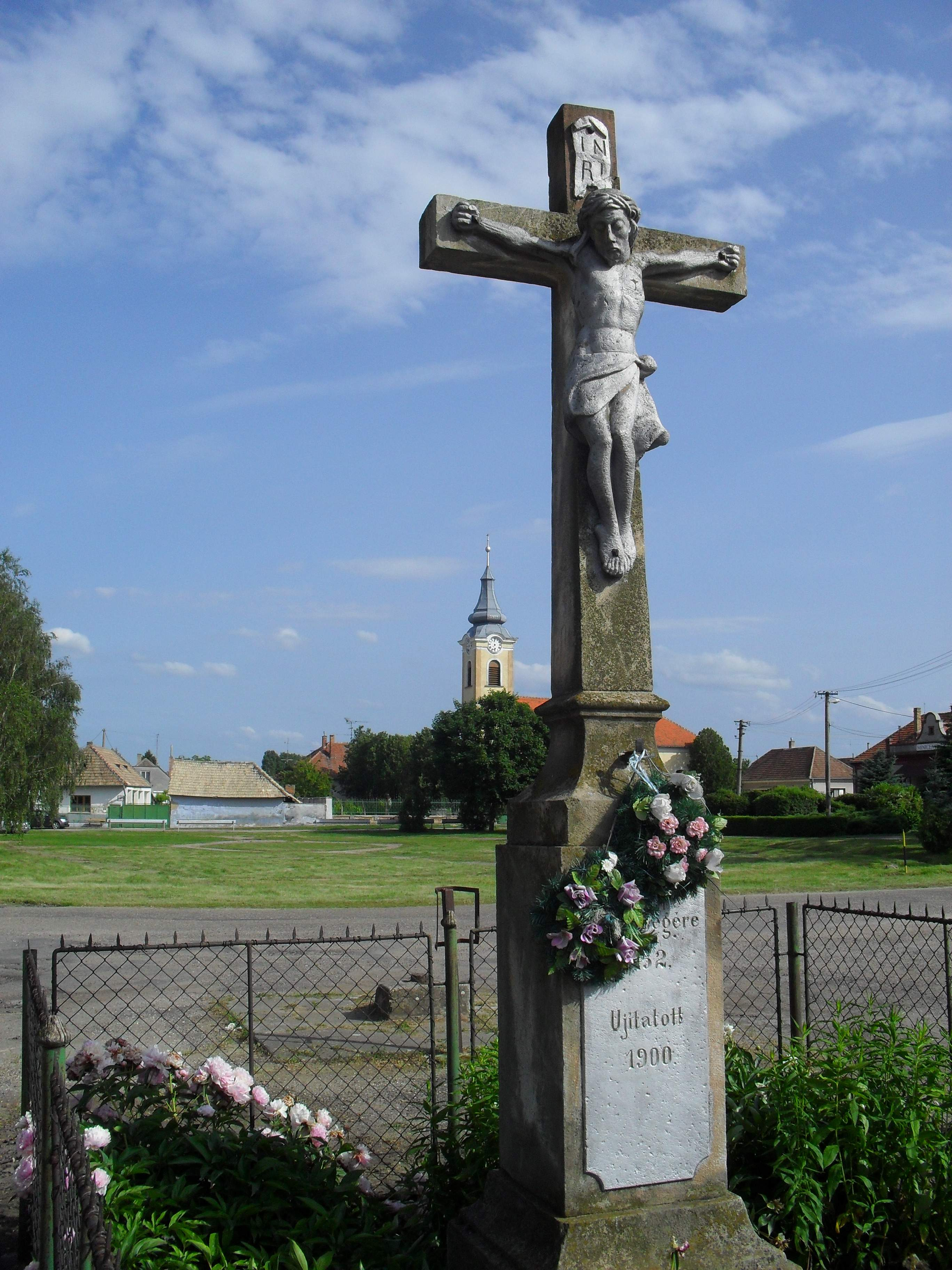
Feszület a református templom előtti téren (1752)
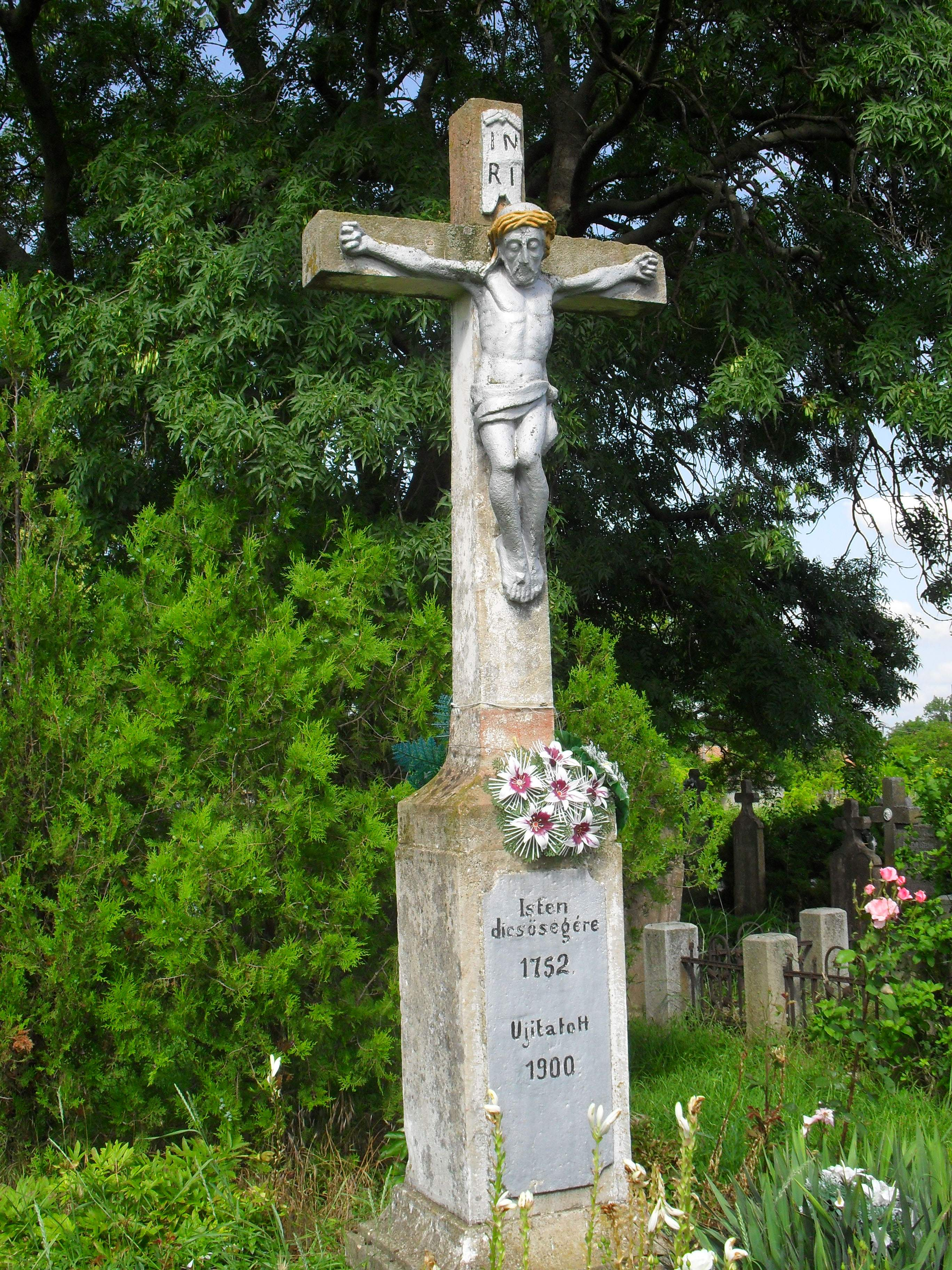
Temetői nagykereszt (1752)
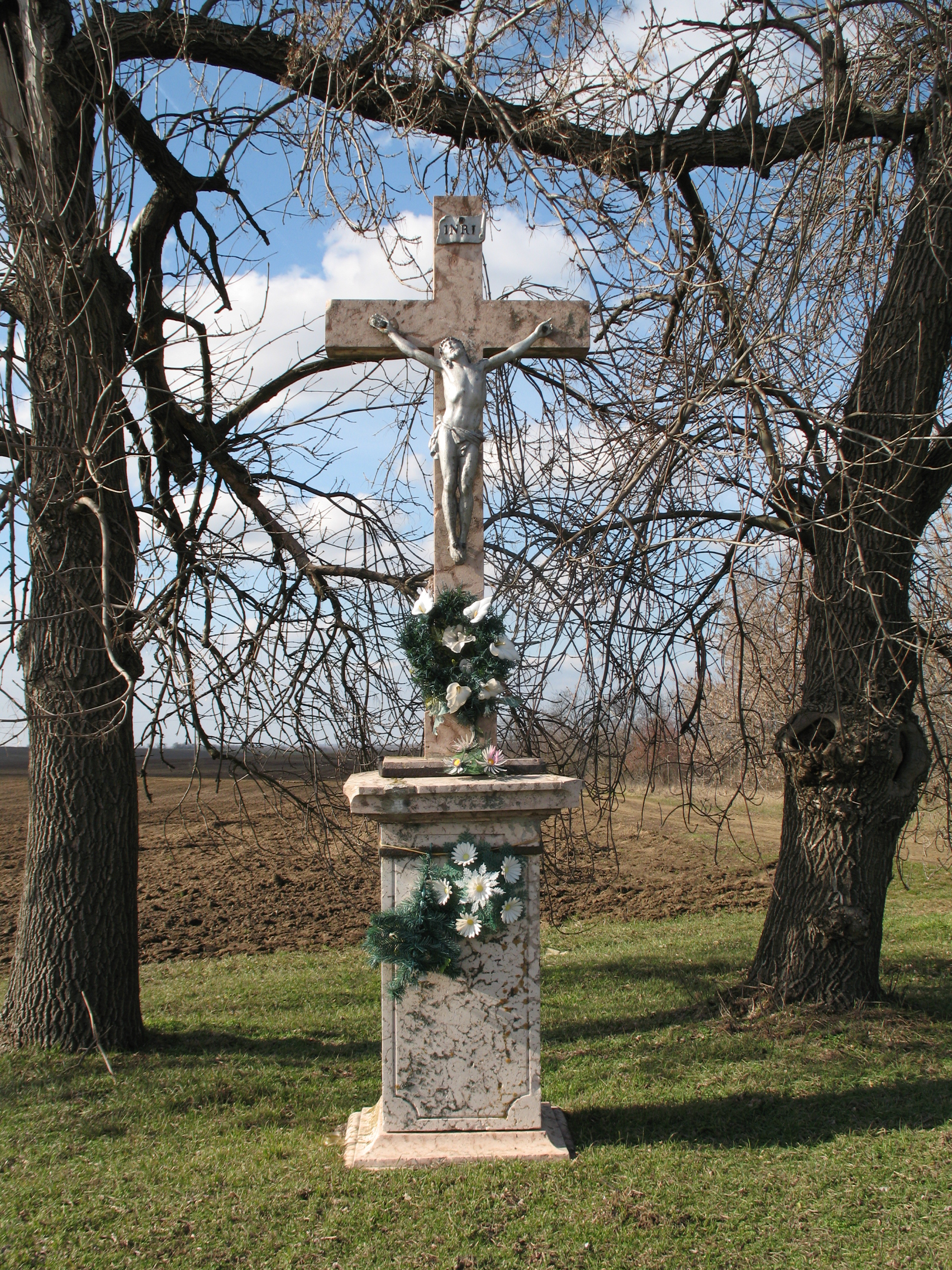
Kőkereszt az újgyallai út mellett (1815)
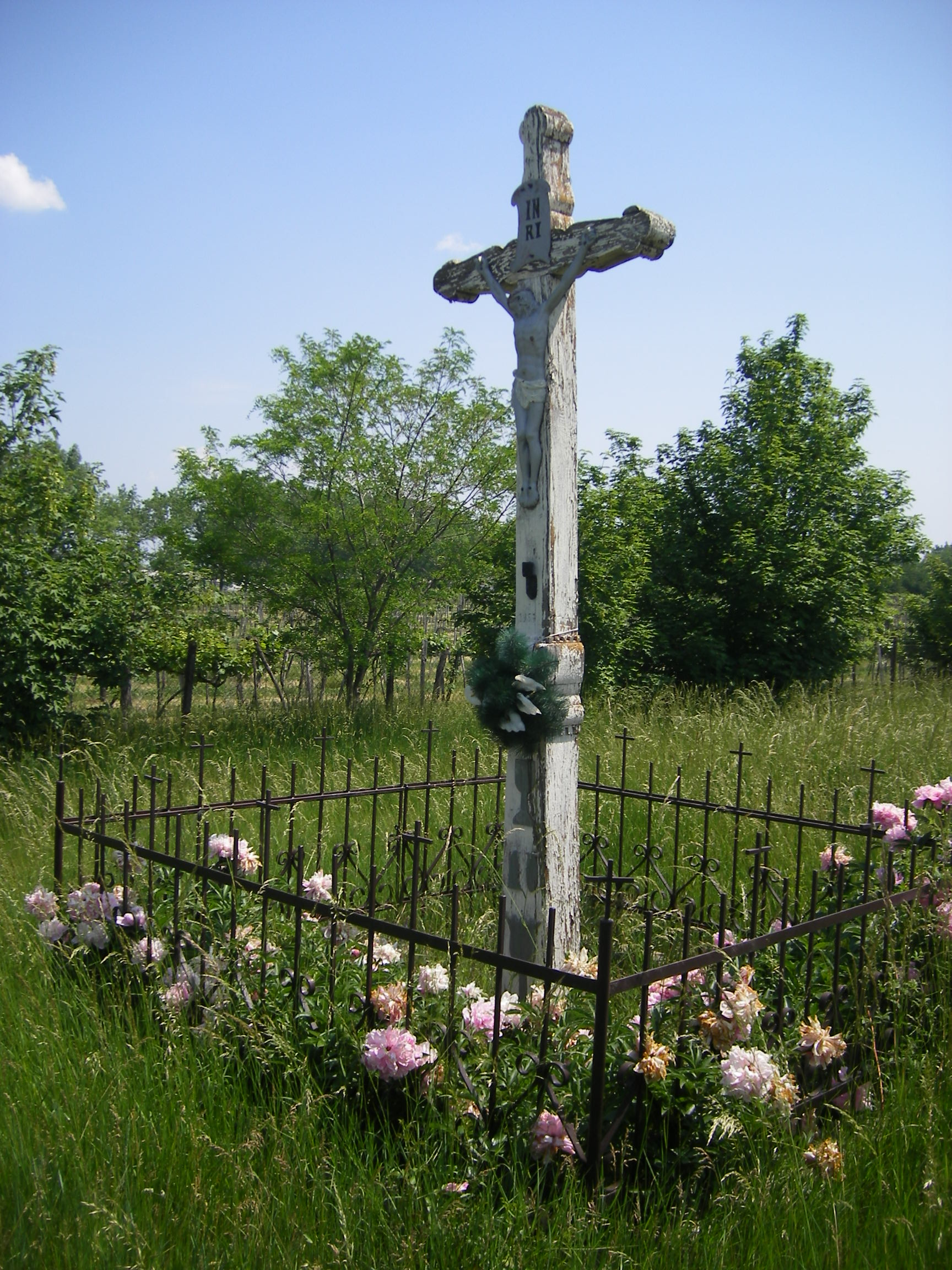
Fakereszt az újgyallai út mellett
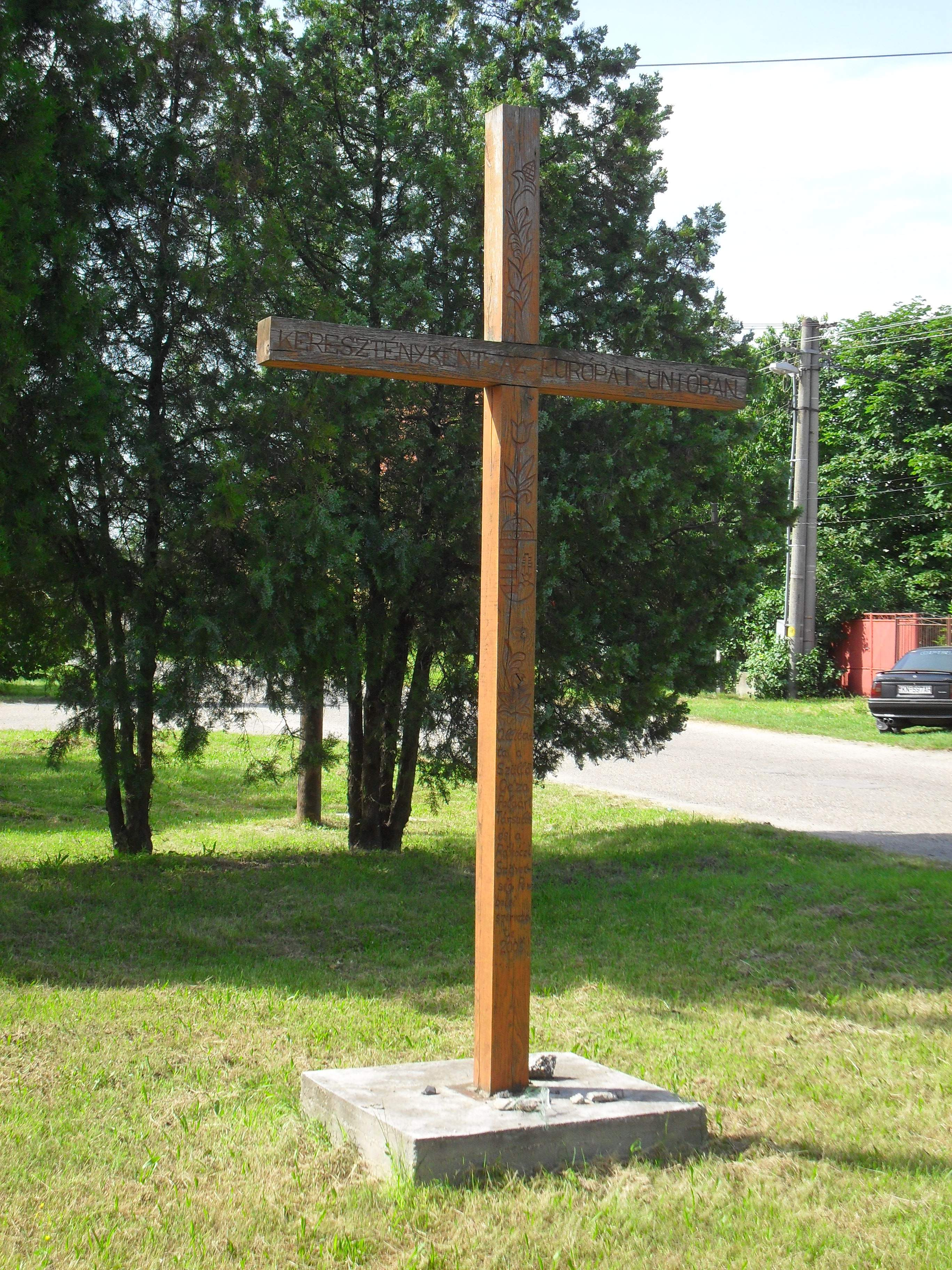
EU-csatlakozási emlékkereszt

## Képtár

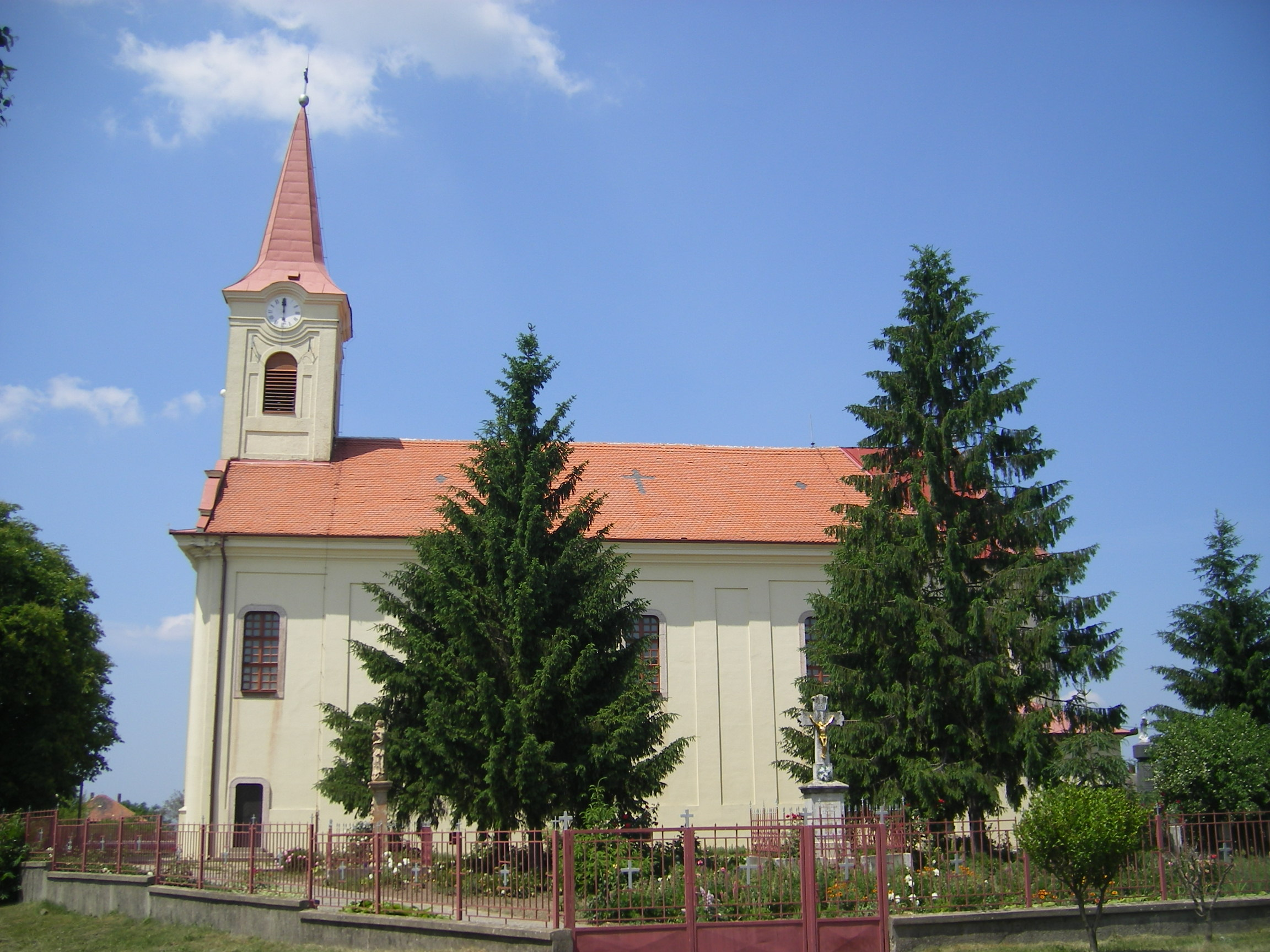
A katolikus templom
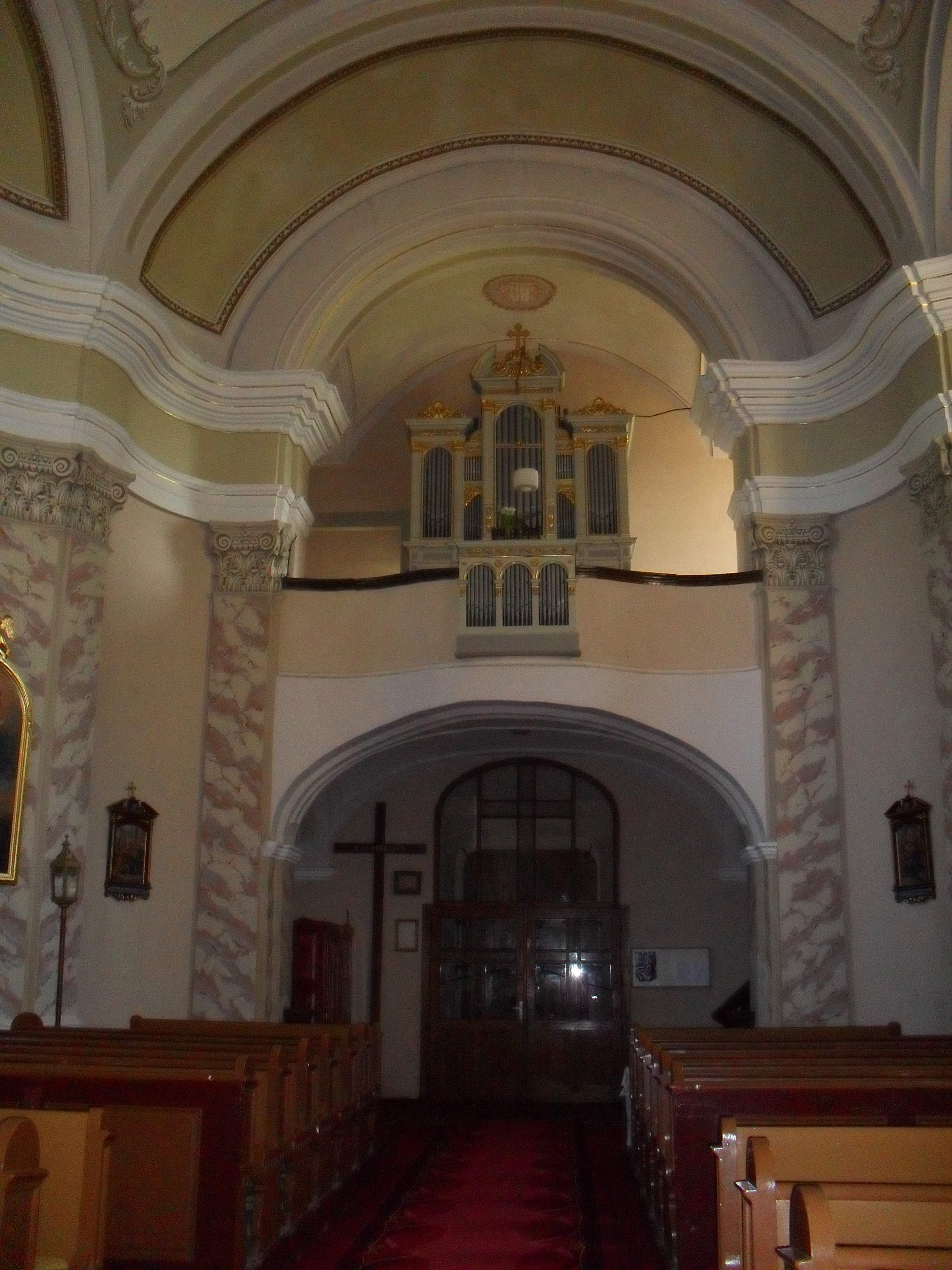
A katolikus templom belseje
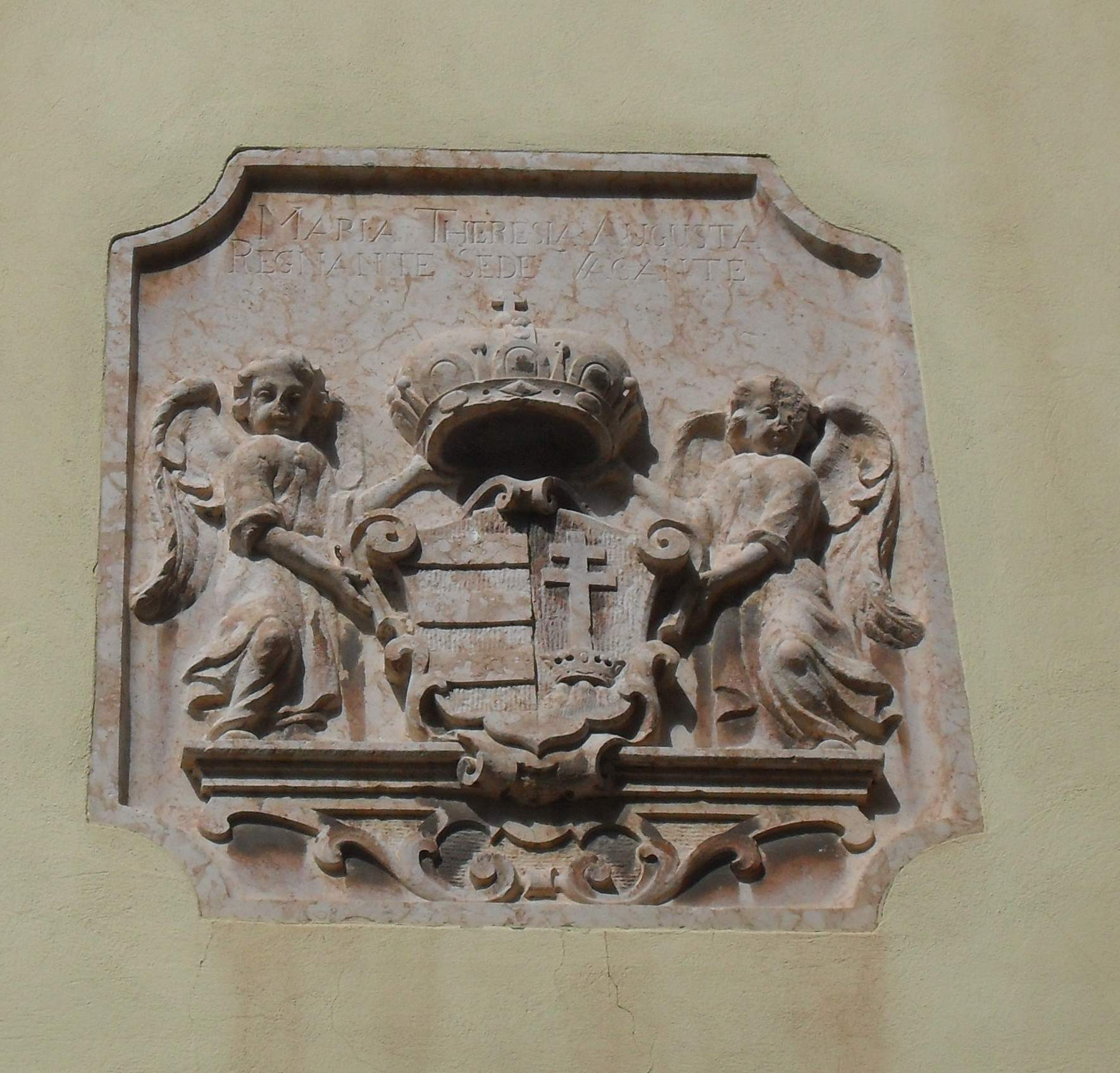
A katolikus templom kapuja feletti régi címer
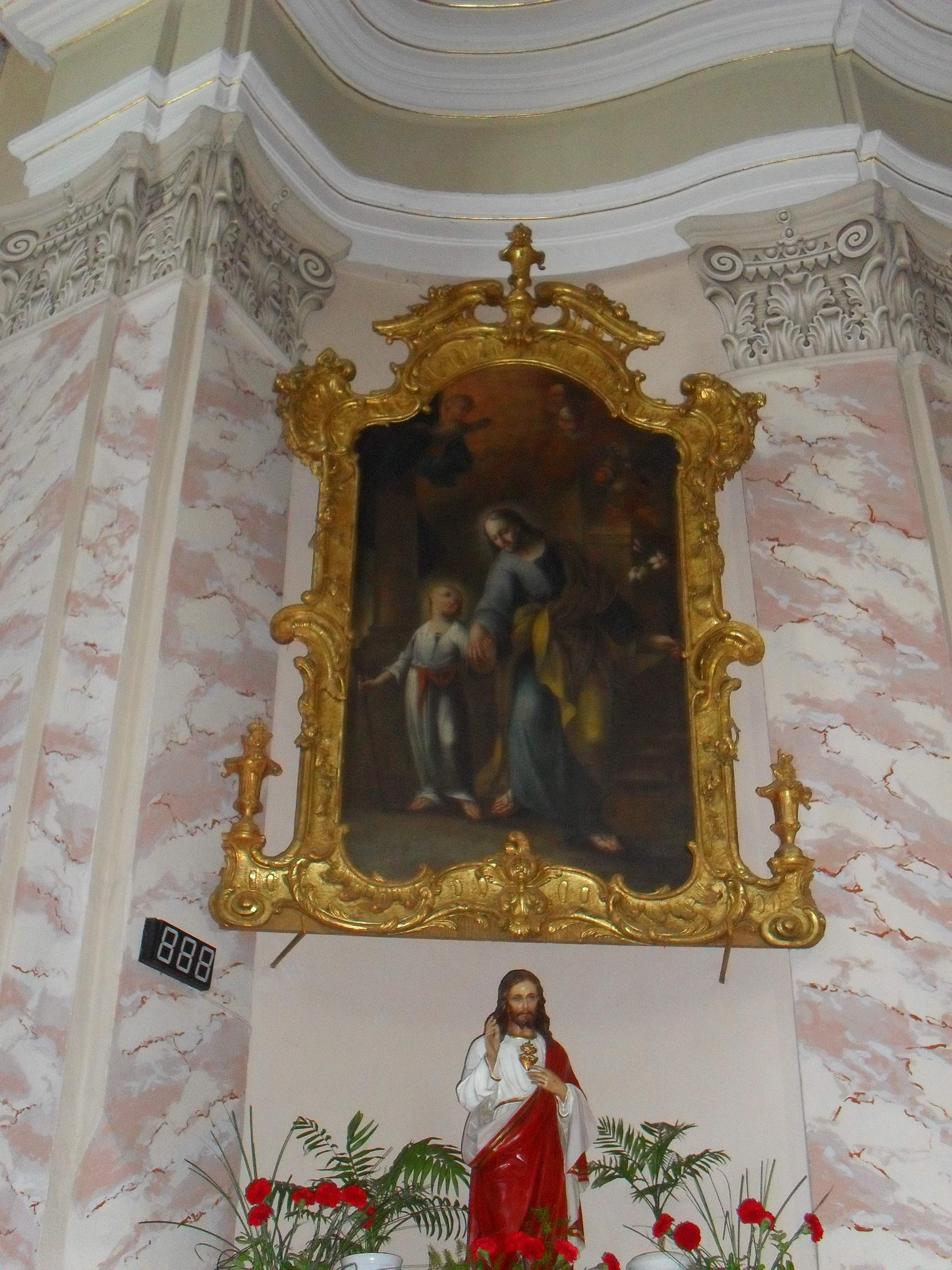
Barokk festmény a katolikus templomban
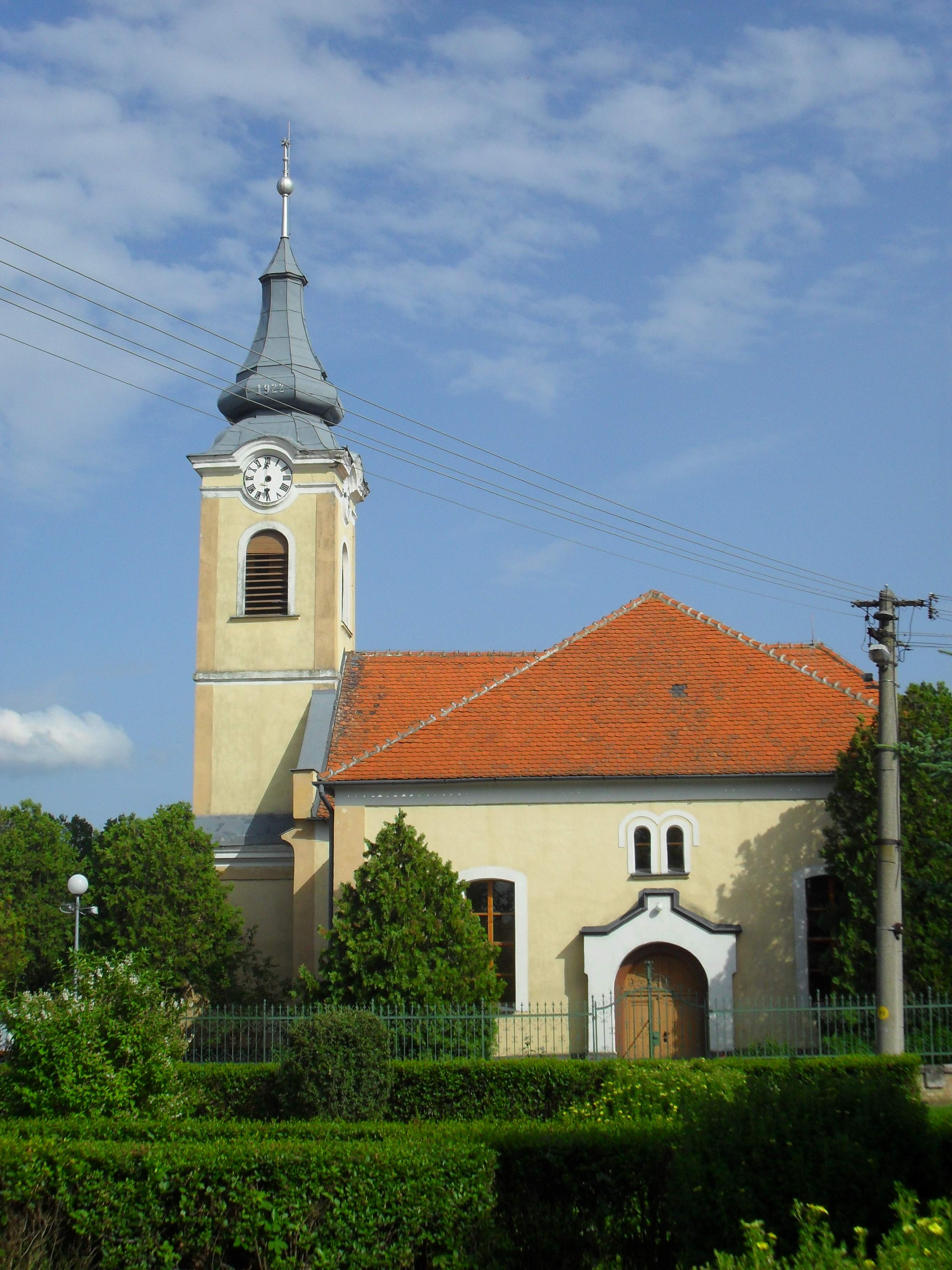
A református templom
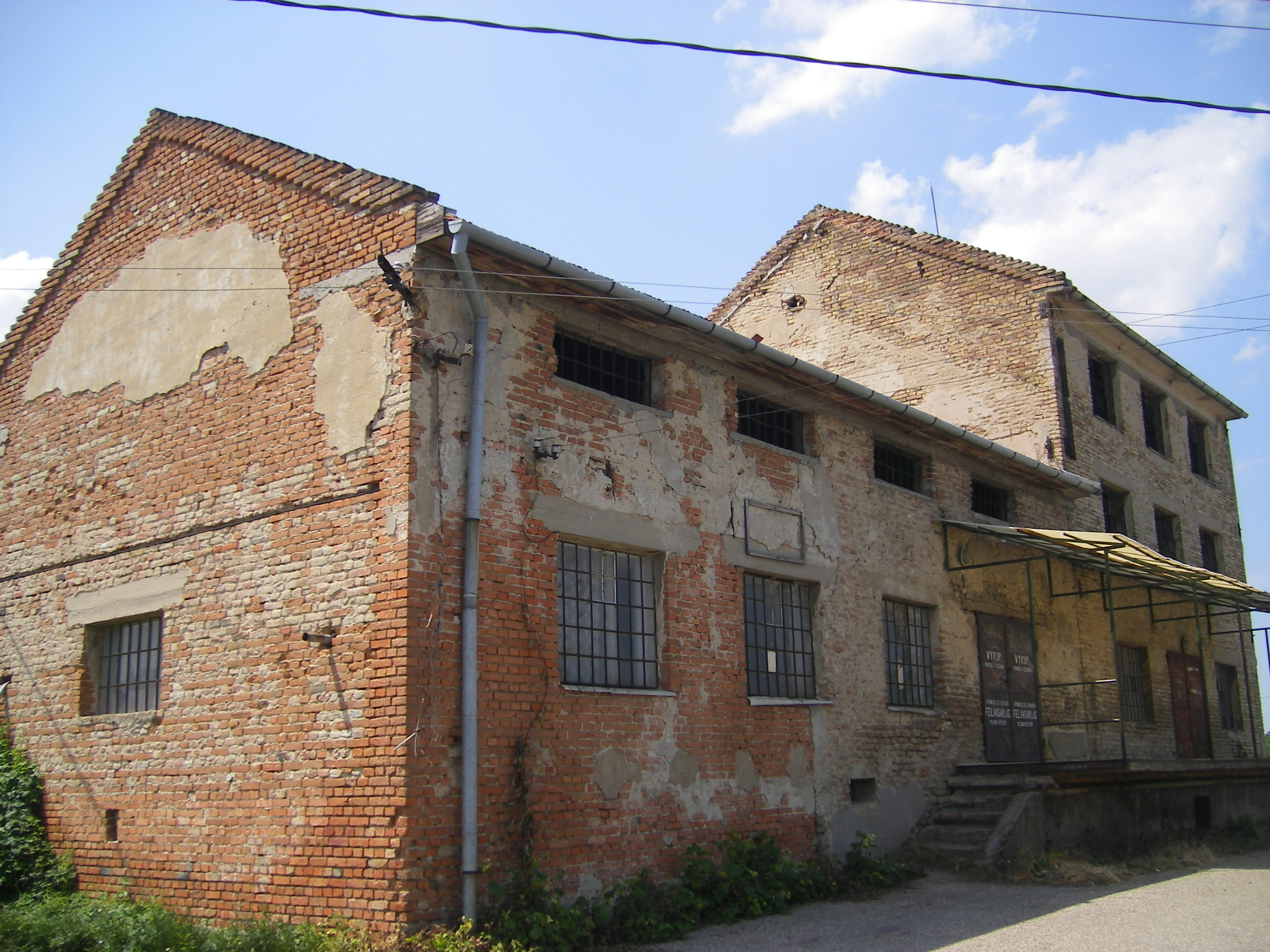
A régi malom épülete
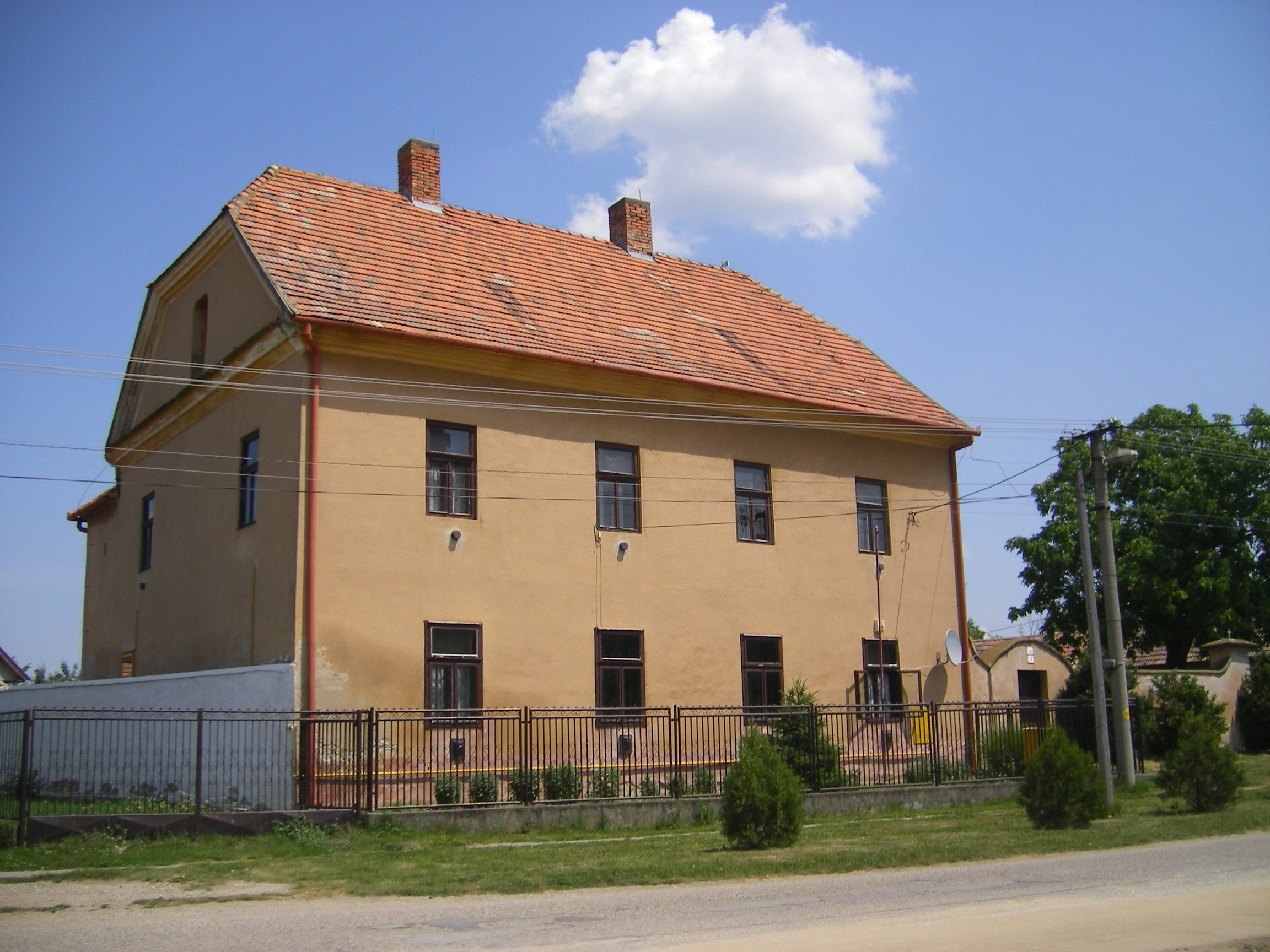
Katolikus plébánia
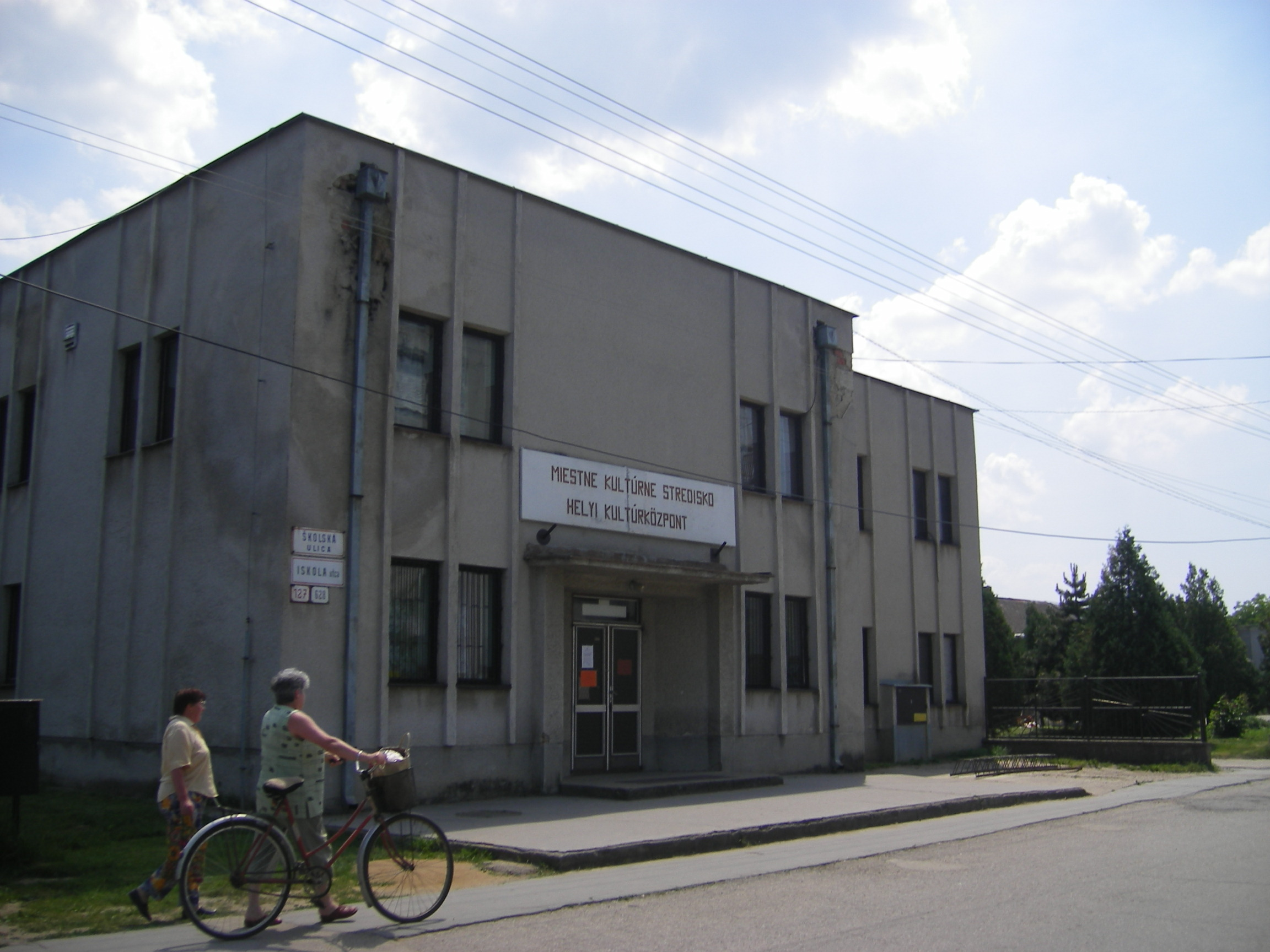
Kultúrház
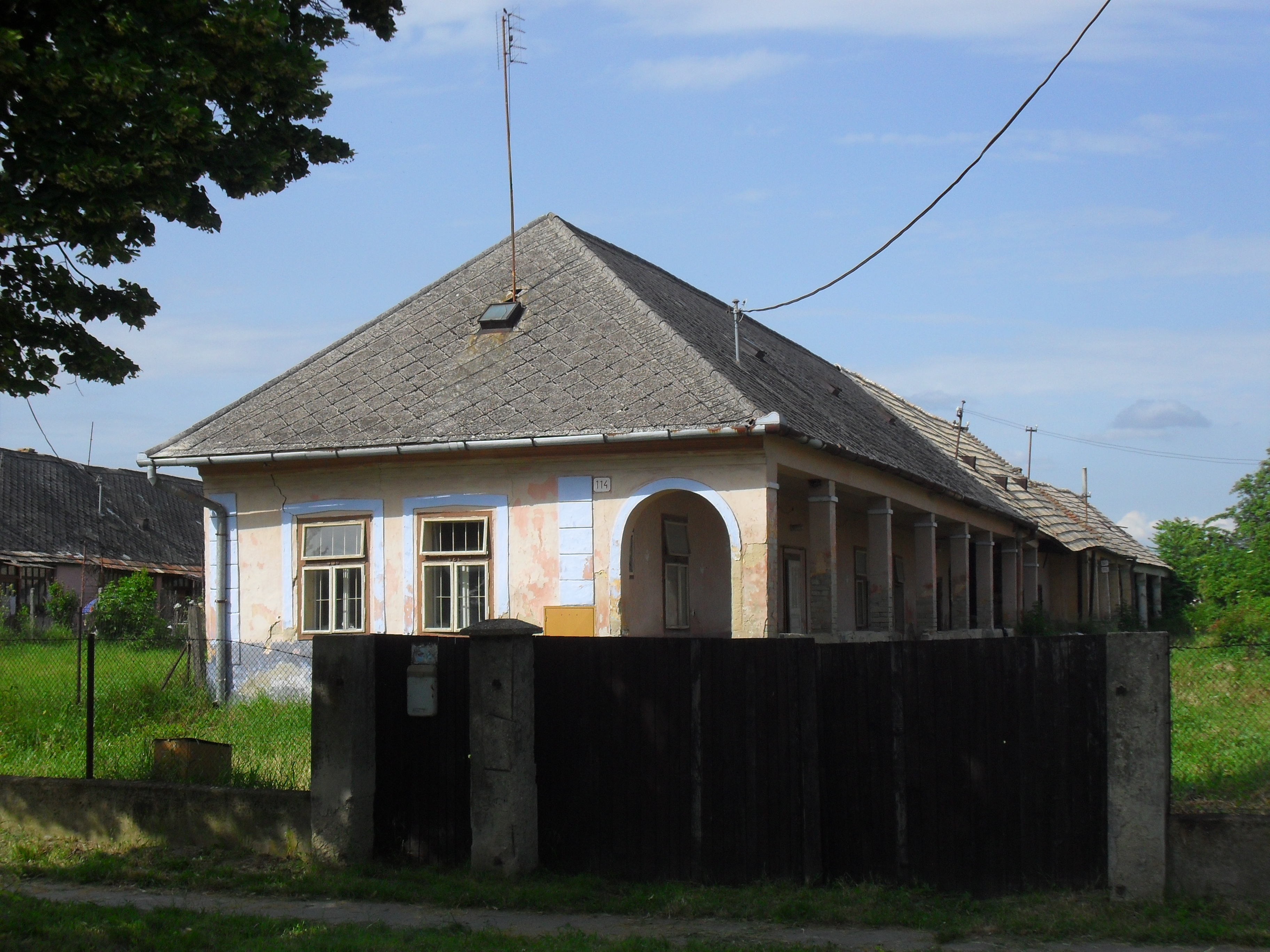
Régi lakóház Perbetén
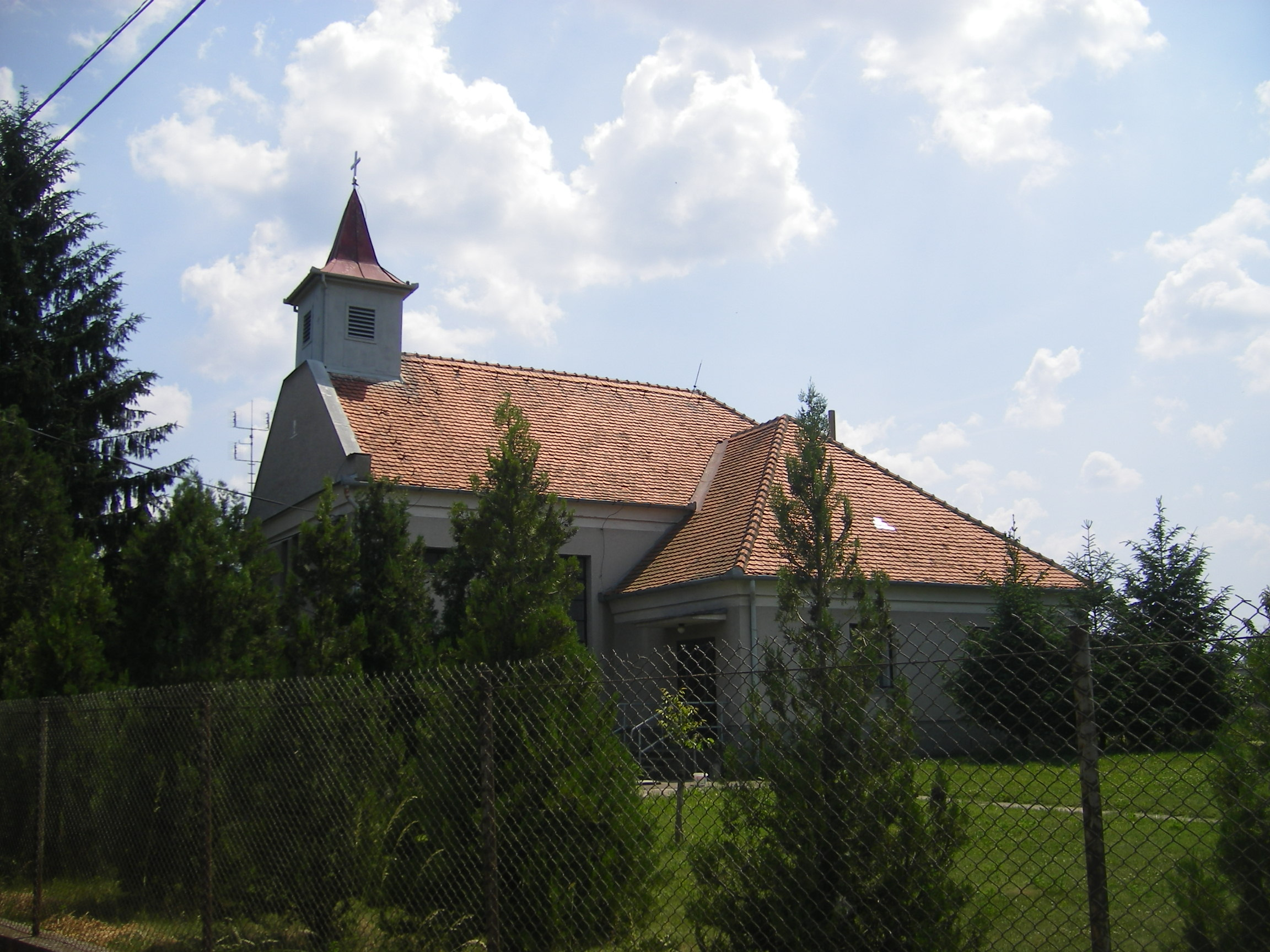
Az evangélikus templom
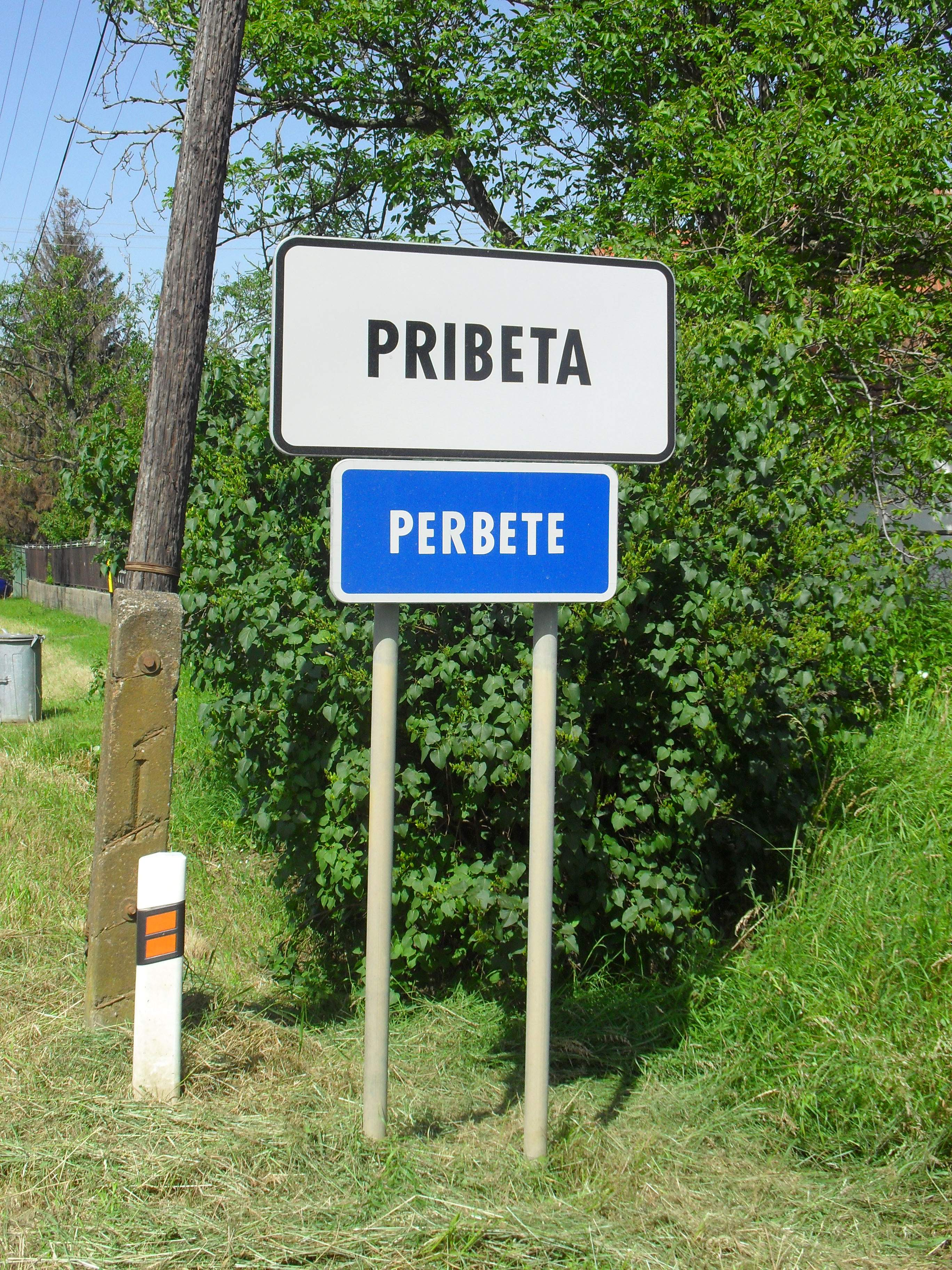
Kétnyelvű helységnévtábla
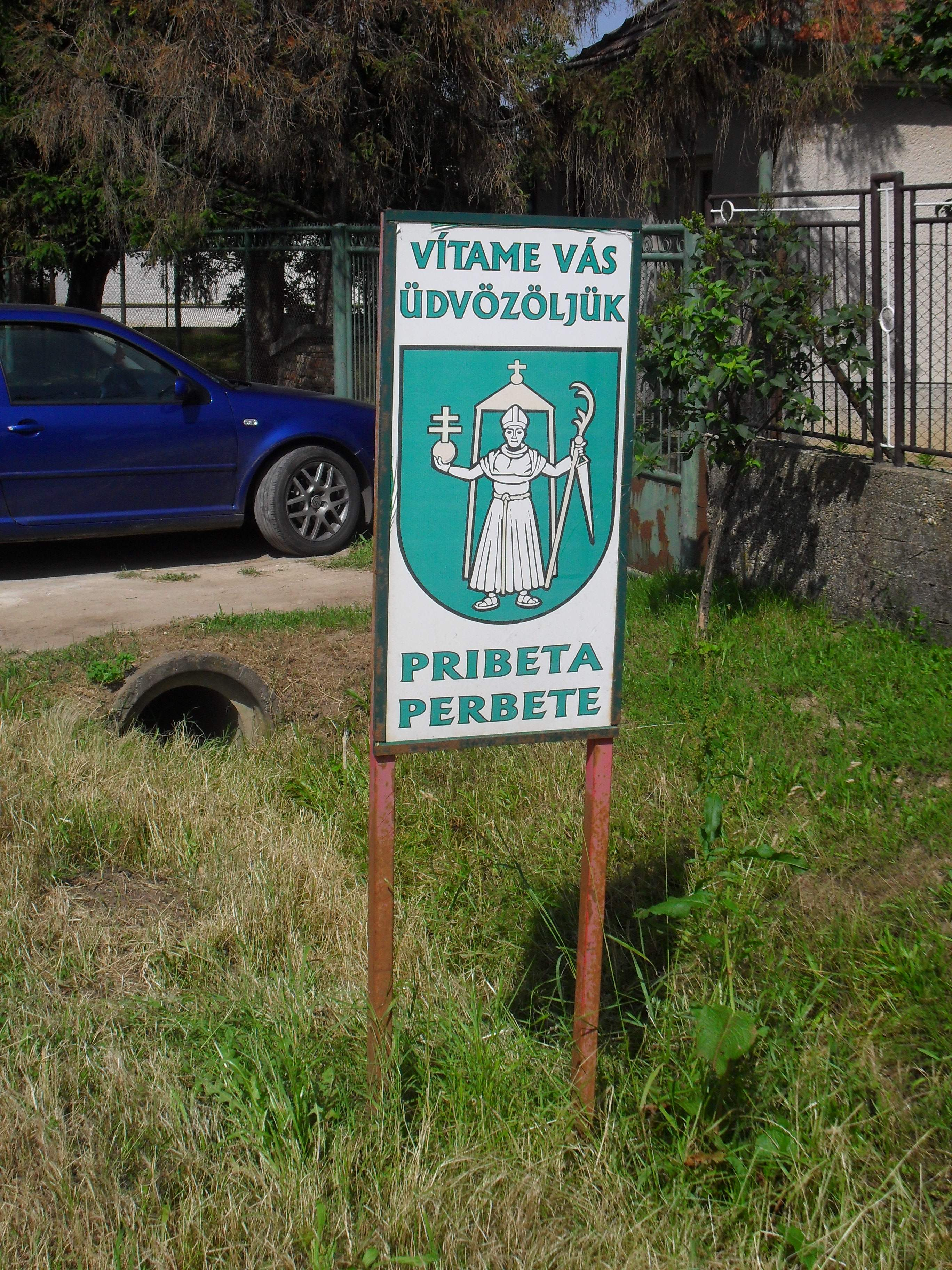
Címeres üdvözlőtábla
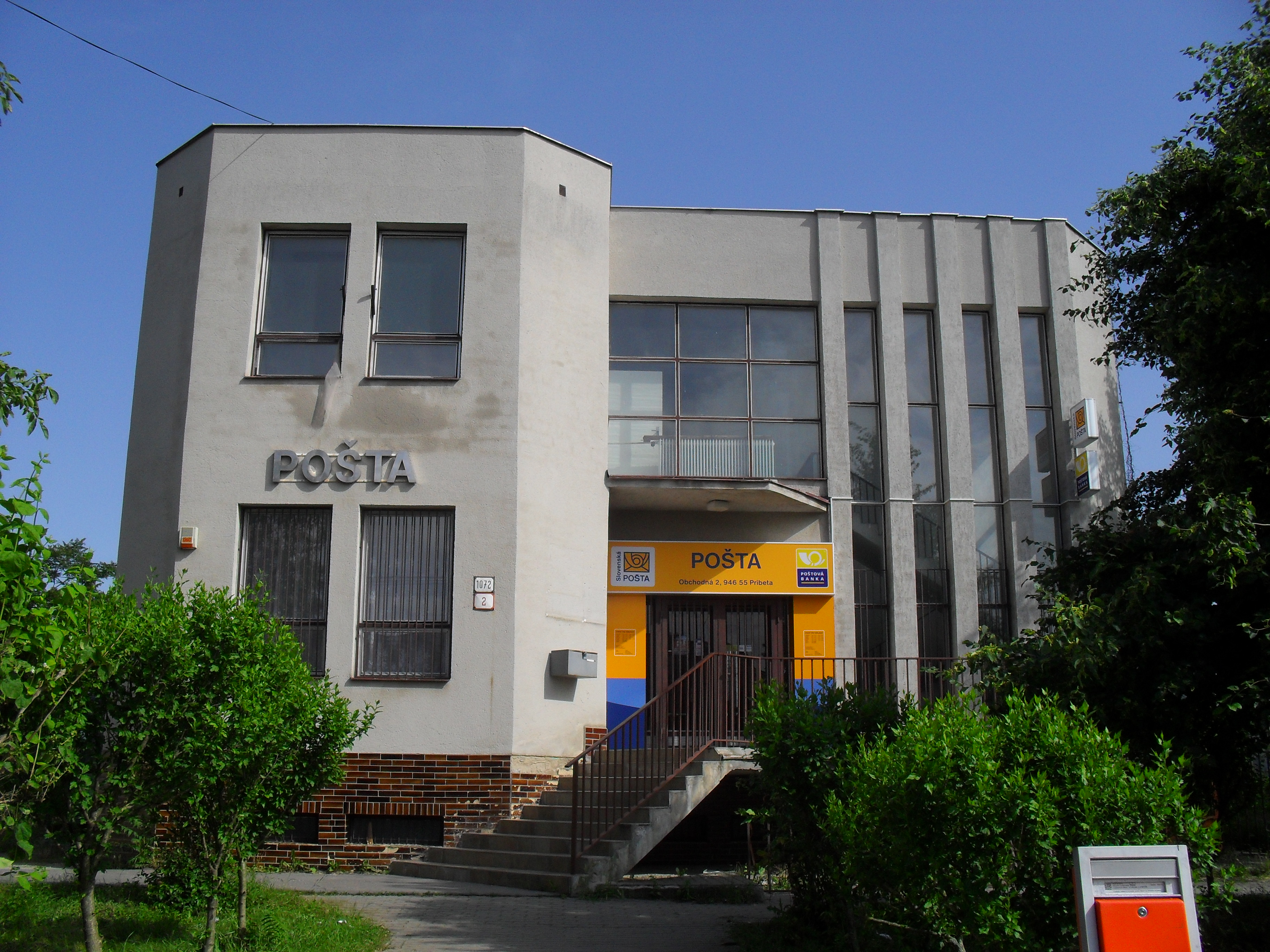
Posta
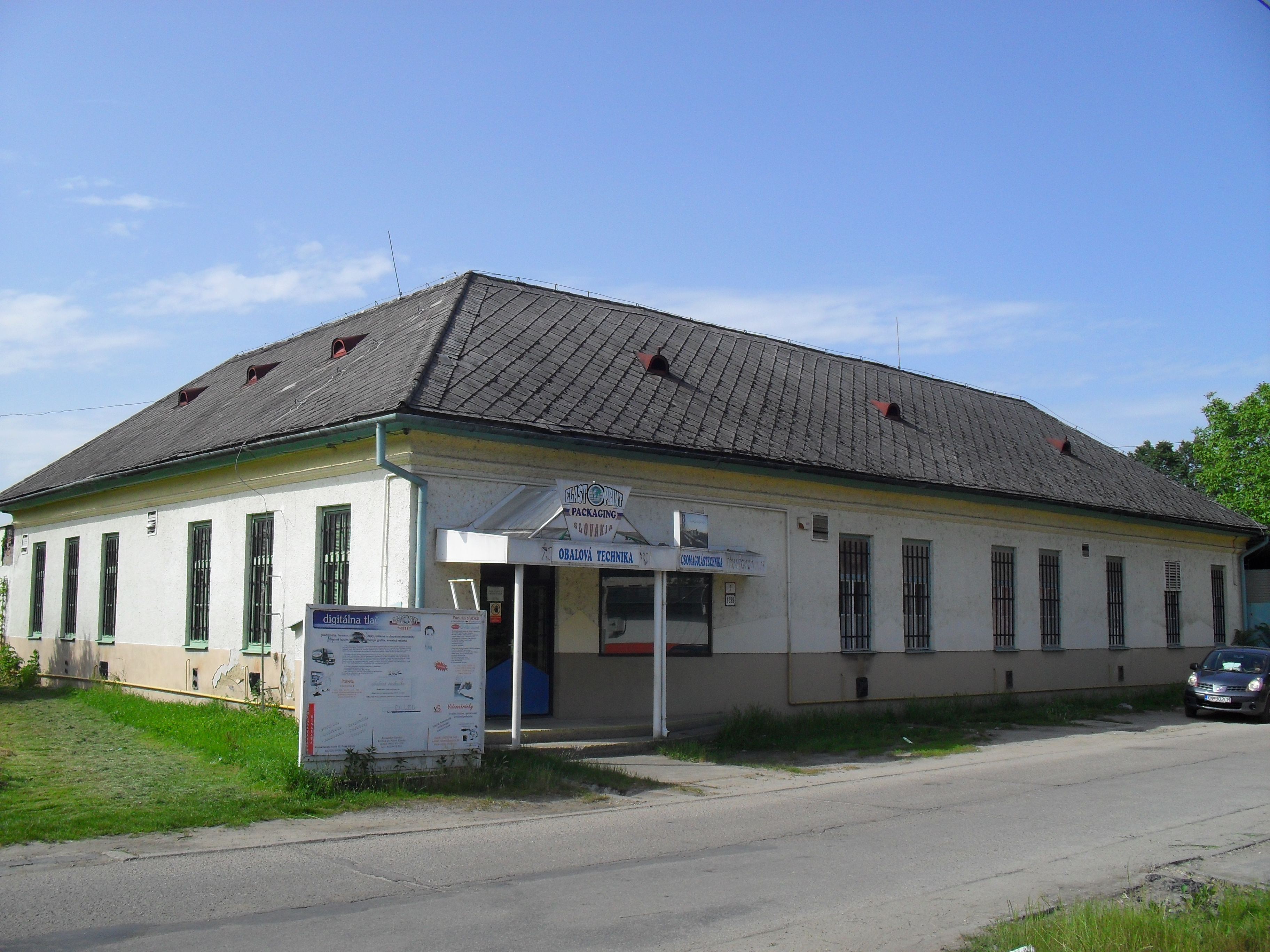
Ifjúság utca
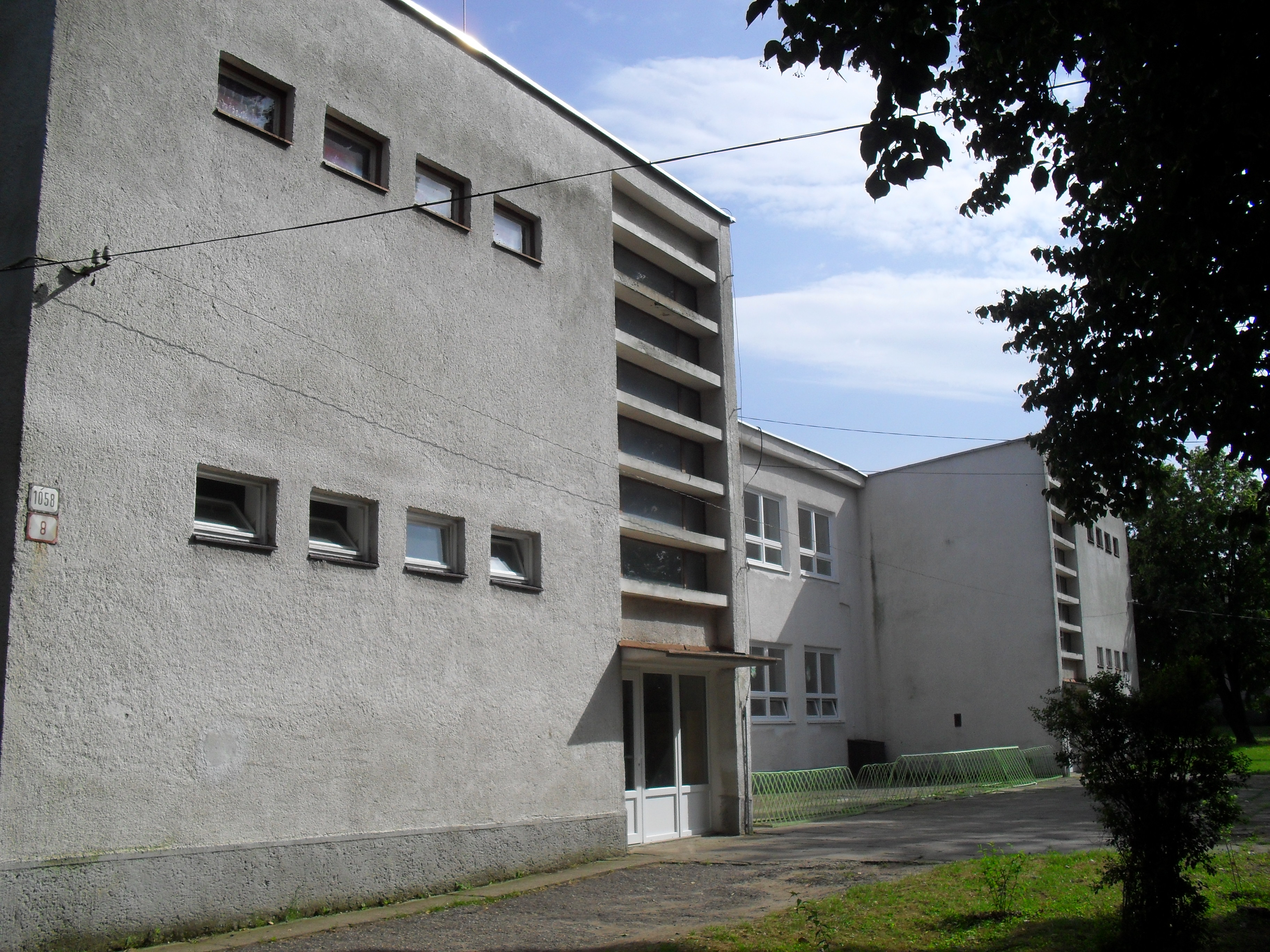
Alapiskola
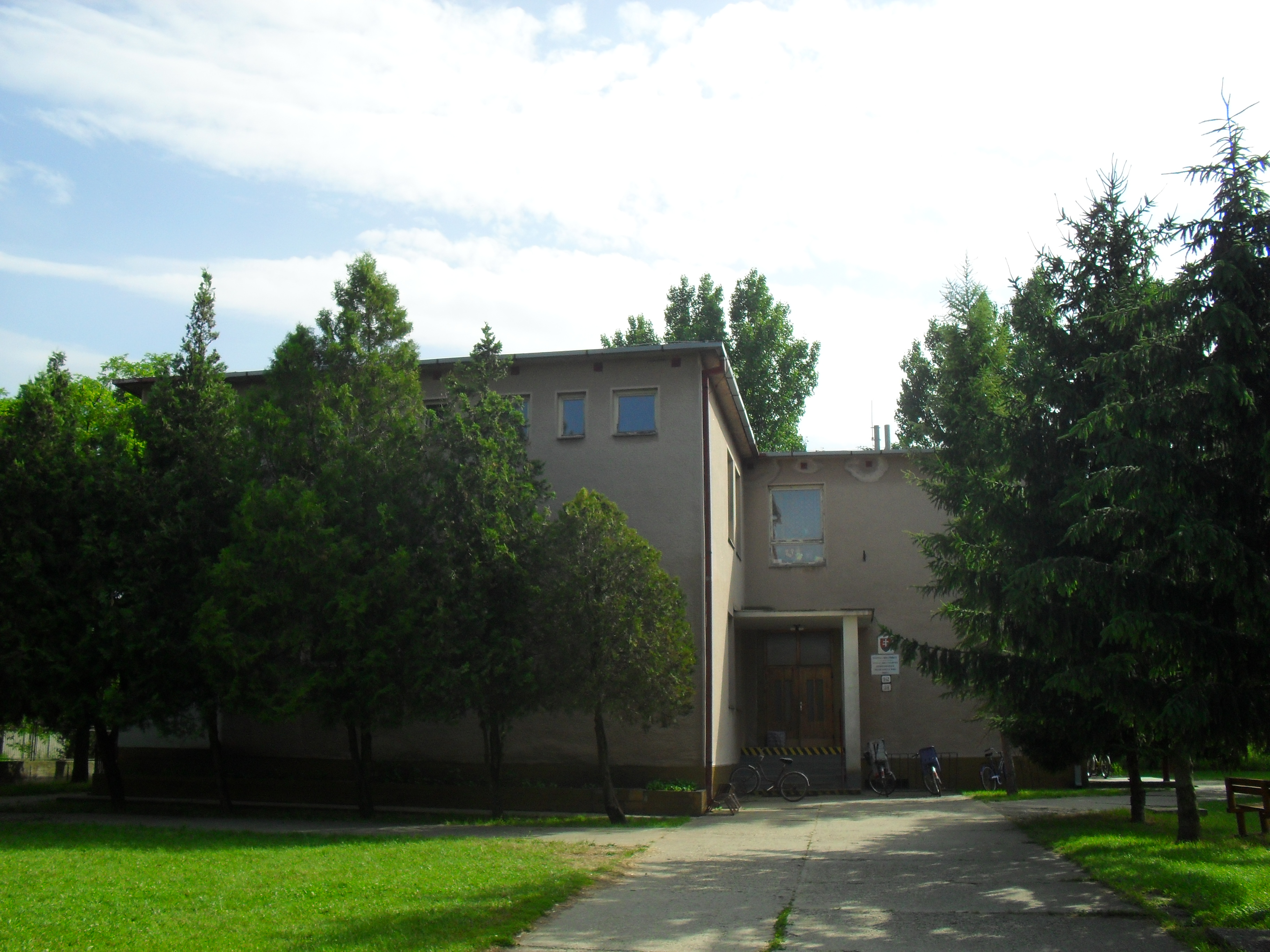
Óvoda
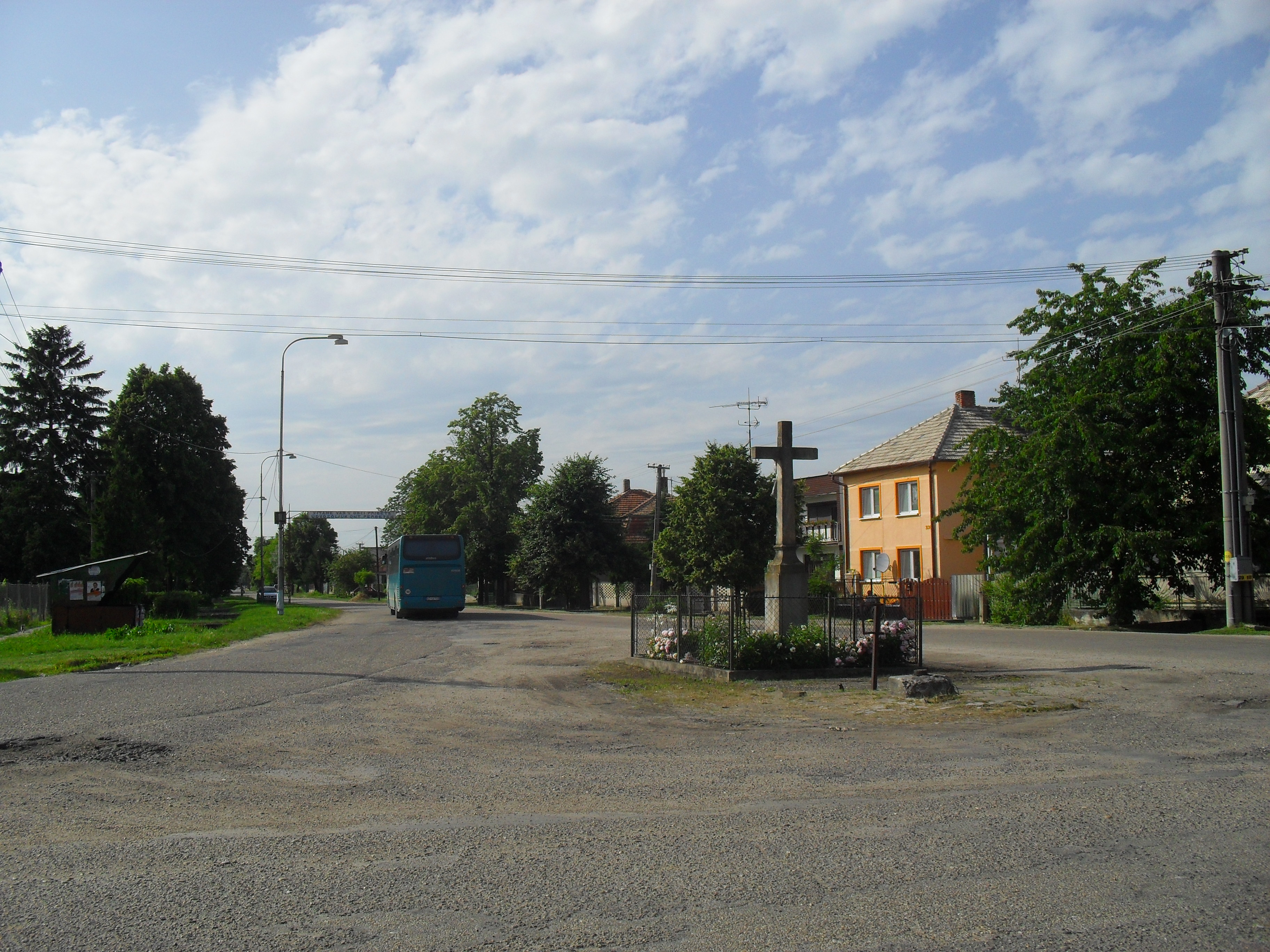
Fő utca
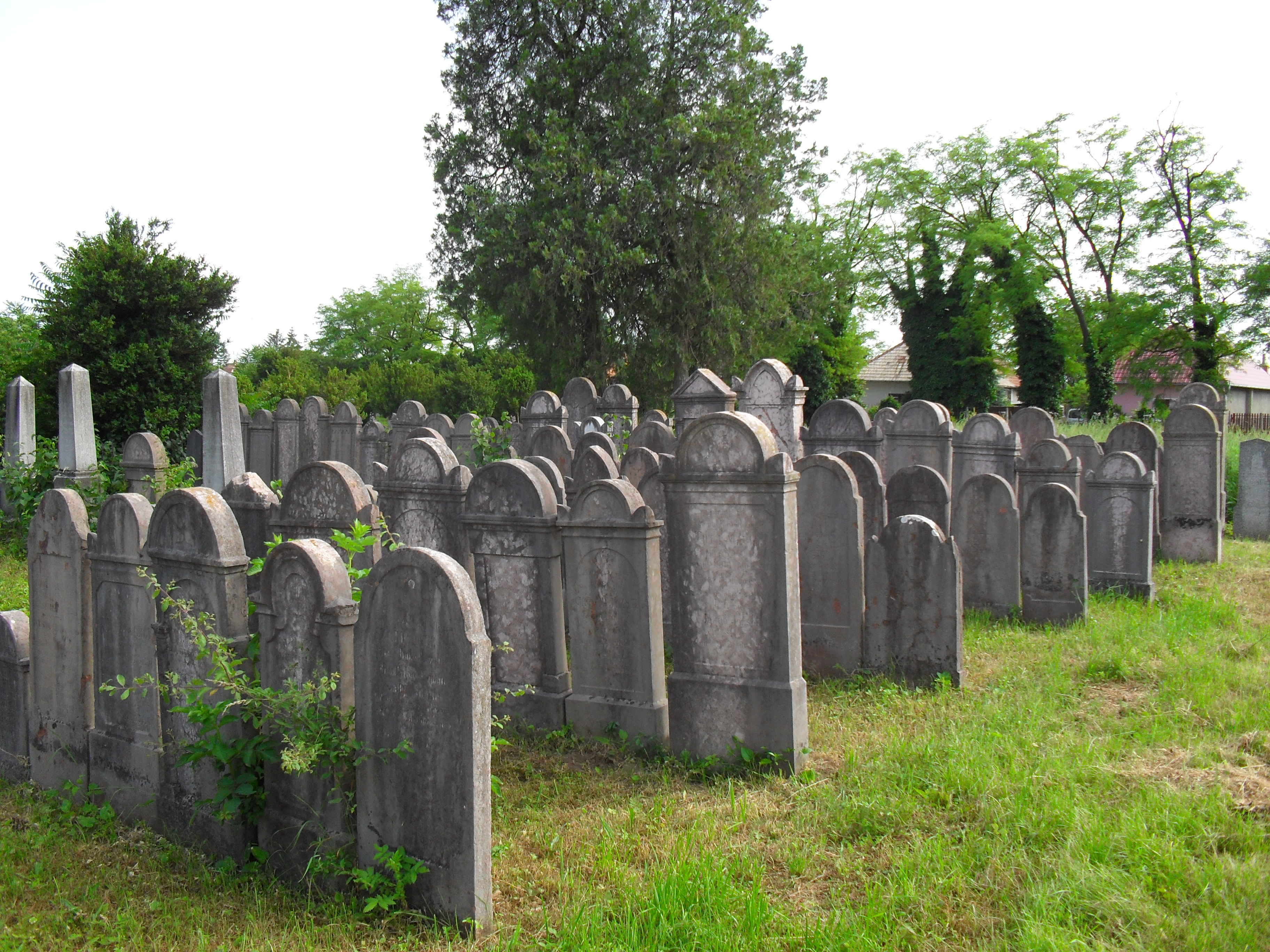
19. századi sírkövek a református temetőben
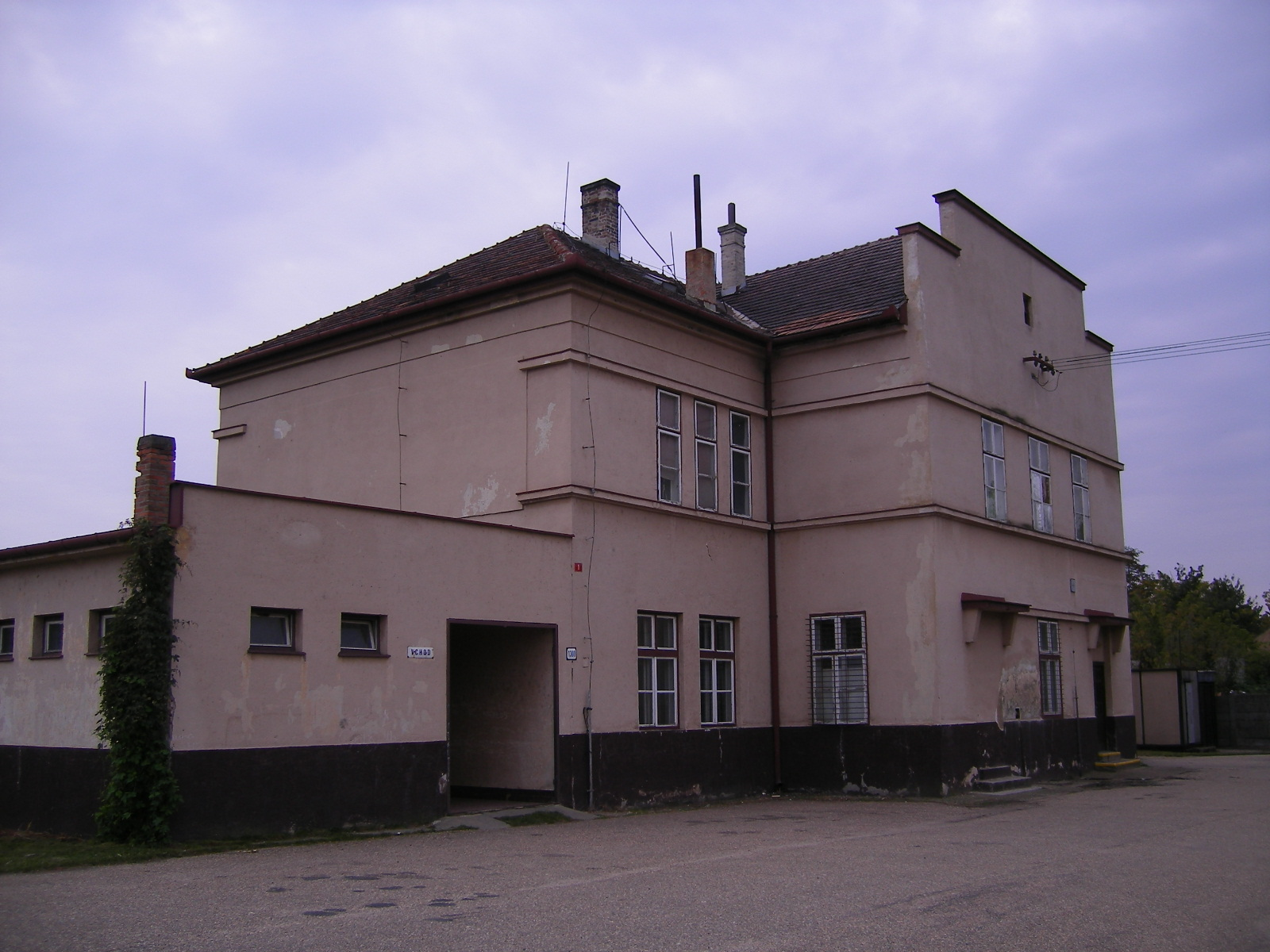
Vasútállomás
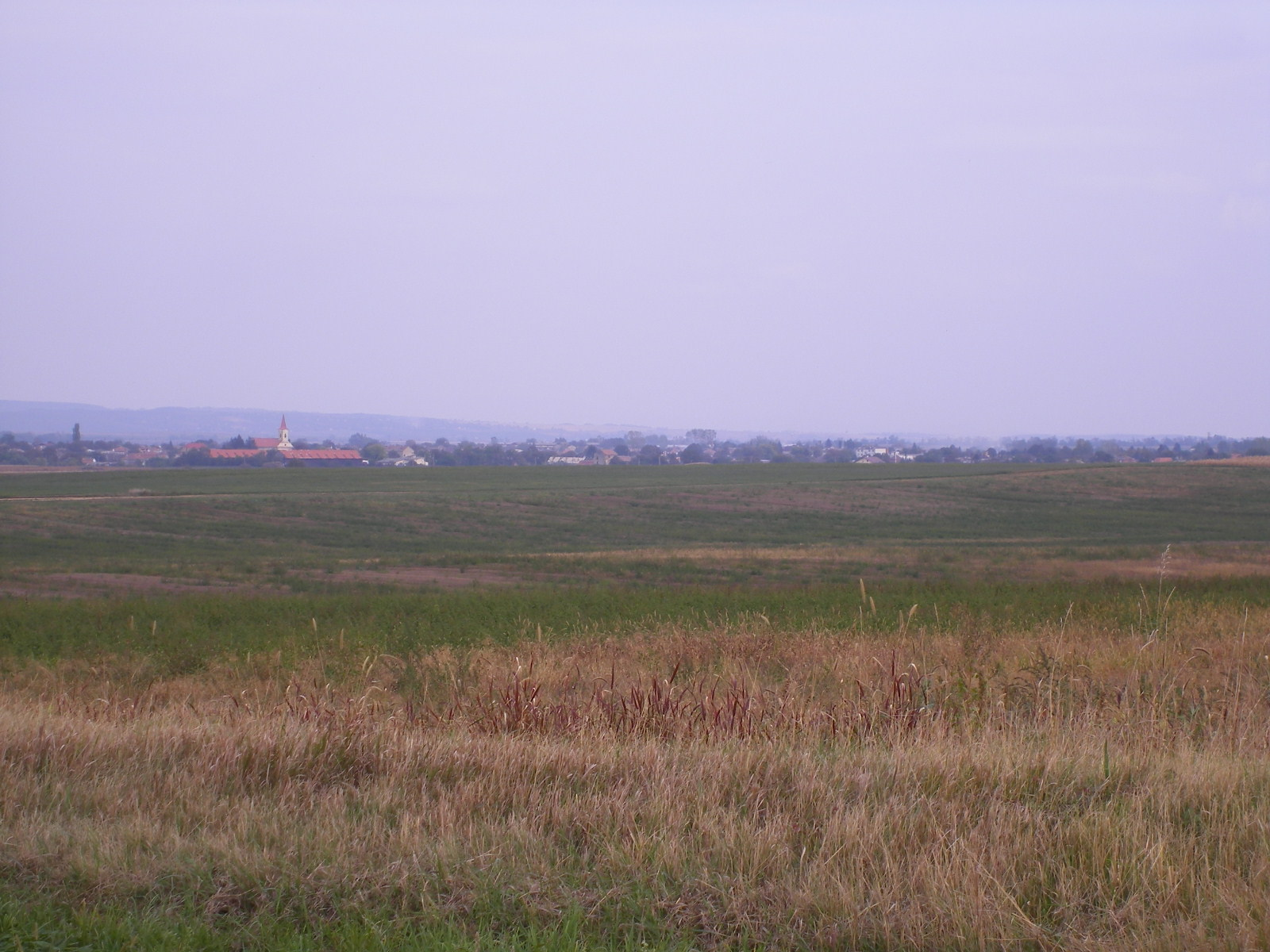
Perbete látképe nyugat felől

## Testvértelepülések
- Pincehely, Magyarország
- Szárazd, Magyarország